# Euskirchen
Euskirchen [ˈʔɔɪ̯skɪʁçn̩] ist eine mittelgroße Stadt im Rheinland und als Kreisstadt seit 1827 Verwaltungssitz des gleichnamigen Kreises im Südwesten von Nordrhein-Westfalen.

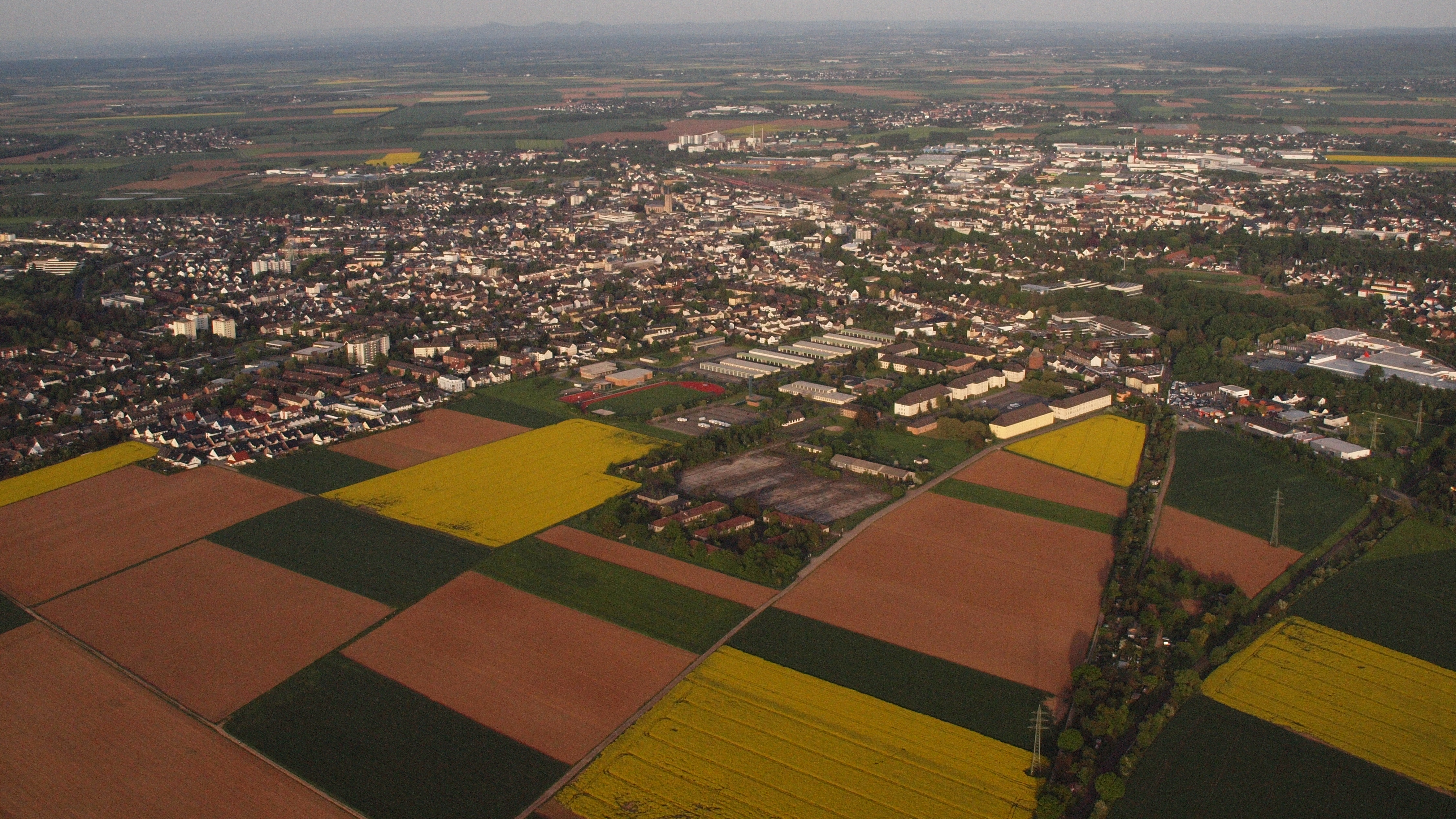
Euskirchen, Luftaufnahme (2015)

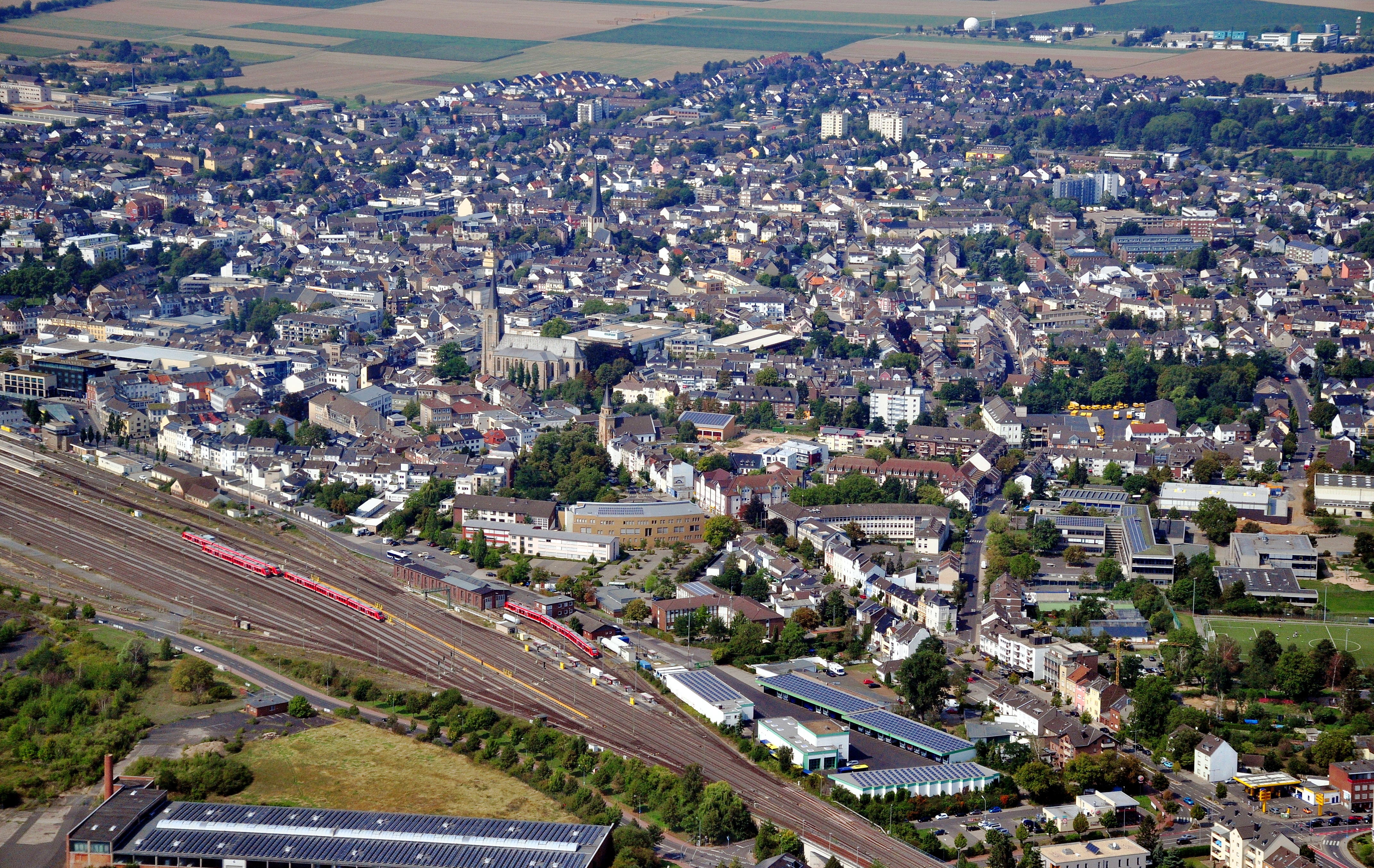
Euskirchen, Luftaufnahme (2019)

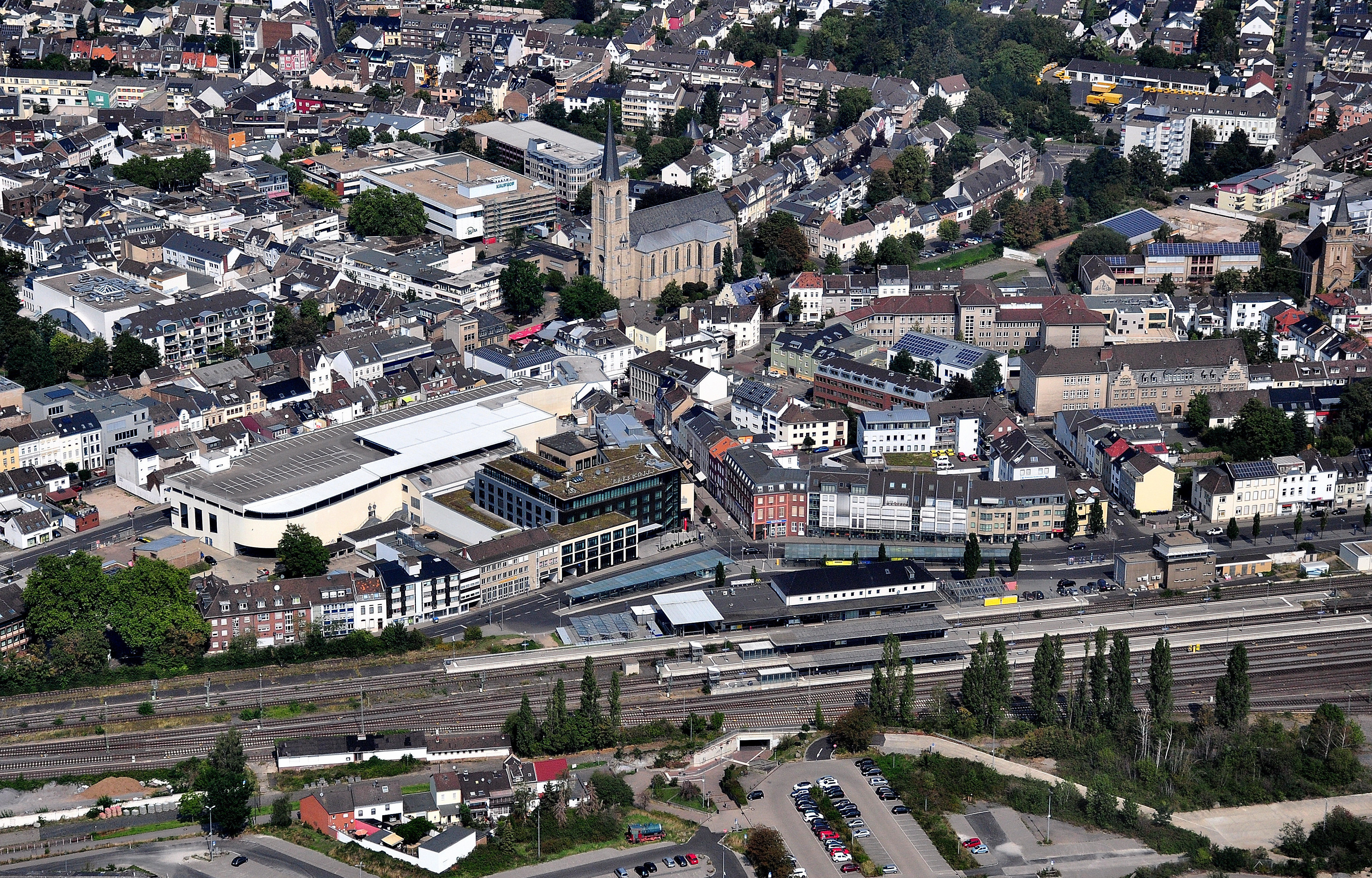
Euskirchen – Blick über Bahnhof Richtung Innenstadt

Euskirchen erhielt seine Stadtrechte 1302 und ist heute mit über 60.000 Einwohnern Sitz zahlreicher zentraler Einrichtungen und Zentrum einer Region mit einem Versorgungsbereich von über 195.000 Menschen. Teile der alten Stadtmauer und drei Wehrtürme, die zur Stadtbefestigung gehörten, sind vorhanden und stehen neben Gebäuden moderner Architektur. Innerhalb des mittelalterlichen Stadtmauerrings erstreckt sich die Fußgängerzone. Muttersprache der gebürtigen Euskirchener ist das Eifeler Platt, welches andere Merkmale besitzt als das in der Region weit verbreitete Kölner Platt. Der Name Euskirchen wird auf der ersten Silbe betont.

## Geographie

### Räumliche Lage

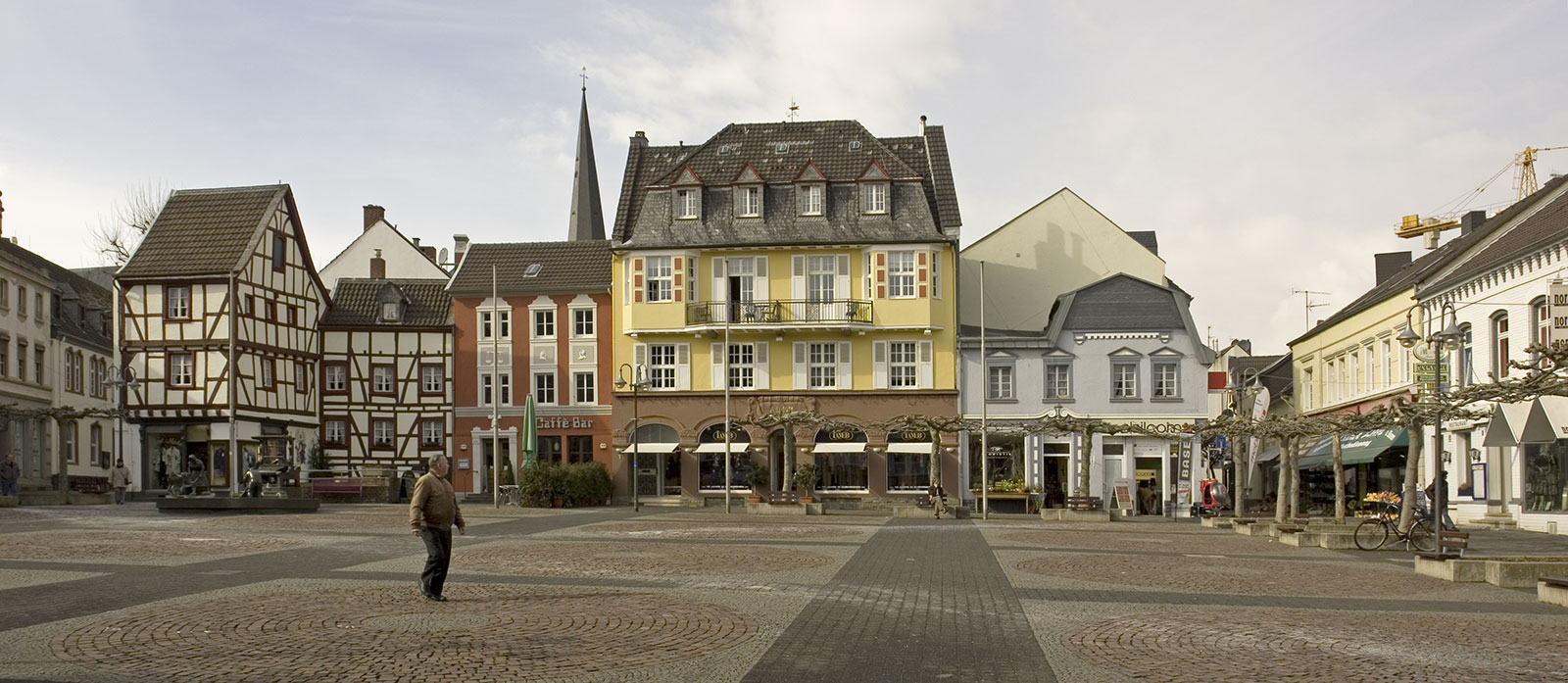
Euskirchen, Alter Markt

Euskirchen liegt in der Zülpicher Börde am nördlichen Rand der Eifel, rund 25 km von Bonn und 35 km von Köln entfernt. Durch das Stadtzentrum fließt der teilweise unterirdisch verlaufende Veybach, durch das gesamte Stadtgebiet und am Stadtrand entlang die Erft.
Das Stadtgebiet erstreckt sich in Nord-Süd-Richtung über 15 km, in Ost-West-Richtung über 14 km. Die Gesamtfläche beträgt 139,63 km², die Stadtgrenze ist 85 km lang. Euskirchen liegt 50° 40′ 0" nördlicher Breite und 6° 47′ 0" östlicher Länge. Der niedrigste Punkt befindet sich 137 m ü. NHN am nördlichen Rand des Stadtgebietes in der Erftniederung, der höchste ist mit 411,5 m ü. NHN der Hahnenberg im Flamersheimer Wald, südöstlich der Steinbachtalsperre.

### Wasserhaushalt
Euskirchen hat eine unterdurchschnittliche Niederschlagsmenge und einen niedrigen Grundwasserspiegel. Der wichtigste Fluss ist die Erft.

#### Niederschlag und Grundwasser im Braunkohlerevier
In Euskirchen fallen etwa 680 mm Niederschläge pro Jahr. Das sind etwa 110 mm weniger als im Bundesdurchschnitt und ist durch die geographische Lage von Euskirchen begründet. Aufgrund der vorherrschenden Westwinde wird ein großer Teil der Niederschläge von den Westhängen der Mittelgebirge abgefangen, und hohe Niederschlagsmengen regnen bereits vor und in der Eifel ab.:4–5 Der Braunkohletagebau beeinflusst unter anderem das Grundwasser und die Wassermengen in den Flüssen und Bächen.:20 ff.

#### Flüsse und Bäche
Neben den nachfolgenden, nach Flusslauf und Nebenflüssen geordneten Flüssen und Bächen, gibt es vor allem im südlichen Bereich des Kreises Euskirchen zahlreiche weitere Bachläufe, z. B. im Münstereifeler Wald, auf dessen Höhenzügen sich die Wasserscheide der Erft und der Ahr befindet.
| - Erft (mündet in den Rhein) - Mersbach - Veybach - Mitbach - Kühlbach - Krebsbach - Erftmühlenbach - Swist - Kleinbach - Steinbach/Orbach - Hüllochsiefen - Rauschsiefen - Gehlensiefen - Treuenbach - Sürstbach - Hunnensiefen - Madbach - Düffelssiefen - Kohlsiefen - Lommersummer Mühlengraben - Rotbach - Bleibach | - Sahrbach (mündet in die Ahr) - Geißenbach - Effelsberger Bach |

#### Seen und Talsperren
In Euskirchen gibt es keine natürlichen Seen, lediglich einige Weiher, künstlich angelegte Teiche und zwei Stauseen. Die Steinbachtalsperre und die Madbachtalsperre auf dem Stadtgebiet wurden in den 1930er Jahren zur Versorgung der Euskirchener Tuchindustrie mit Brauchwasser gebaut und befinden sich im Süden der Stadt, nahe Kirchheim bzw. Queckenberg, nur wenige Kilometer voneinander entfernt.

### Bodenflächen
| Landwirtschaft:          | 75,0 km² |  |
| Wald:                    | 35,8 km² |  |
| Gebäude- und Freifläche: | 15,5 km² |  |
| Verkehrsfläche:          | 9,3 km²  |  |
| Erholungsfläche:         | 1,3 km²  |  |
| Wasser:                  | 1,2 km²  |  |
| Betriebsfläche:          | 0,6 km²  |  |
| Sonstiges:               | 0,5 km²  |  |

### Stadtgliederung

Stadtteile von Euskirchen

Die Stadt Euskirchen umfasst neben der Kernstadt mit den (inoffiziellen) Stadtvierteln Altstadt, Ost-, West-, Nord- und Südstadt 22 weitere statistische Stadtteile:
Billig, Dom-Esch, Elsig, Euenheim, Flamersheim, Frauenberg, Großbüllesheim, Kessenich, Kirchheim, Kleinbüllesheim, Kreuzweingarten, Rheder, Kuchenheim, Niederkastenholz, Oberwichterich, Palmersheim, Roitzheim, Schweinheim, Stotzheim, Weidesheim, Wißkirchen und Wüschheim. Die Bezeichnungen Disternich und Rüdesheim bezeichnen keine eigenen Stadt- oder Ortsteile. Diese Orte gehörten zur Zeit der Stadtgründung zu Euskirchen, fielen jedoch später wüst.

### Nachbargemeinden
Im Norden, Westen und Süden grenzen an Euskirchen Städte und Gemeinden des Kreises Euskirchen, im Osten liegt der Rhein-Sieg-Kreis.
Nördlich der Stadtteile Großbüllesheim und Wüschheim befindet sich die Gemeinde Weilerswist. Im Nordwesten und Westen verläuft die Grenze zur Stadt Zülpich entlang der A 1, mit Ausnahme der Stadtteile Oberwichterich und Frauenberg, die westlich der Autobahn liegen. Im Südwesten, westlich des Stadtteils Wißkirchen schließt sich die Stadt Mechernich an, deren Grenze südlich des Billiger Walds bis nach Kreuzweingarten verläuft. Südlich davon beginnt die Grenze zur Stadt Bad Münstereifel, die durch den Münstereifeler Wald um die Steinbachtalsperre herum bis in die Nähe von Berg in der Verbandsgemeinde Altenahr (Rheinland-Pfalz) führt. Es besteht jedoch kein gemeinsamer Grenzverlauf mit Rheinland-Pfalz. Im weiteren Verlauf ab Höhe Berg grenzt Euskirchen im Südosten und Osten an das Gebiet der Stadt Rheinbach im Rhein-Sieg-Kreis. Auf Höhe des Stadtteils Palmersheim schließt sich nordöstlich die Gemeinde Swisttal, ebenfalls Rhein-Sieg-Kreis, an.
|            | Weilerswist                                 | Swisttal  |
| Zülpich    | Kompassrose, die auf Nachbargemeinden zeigt | Rheinbach |
| Mechernich | Bad Münstereifel                            |           |

## Geschichte

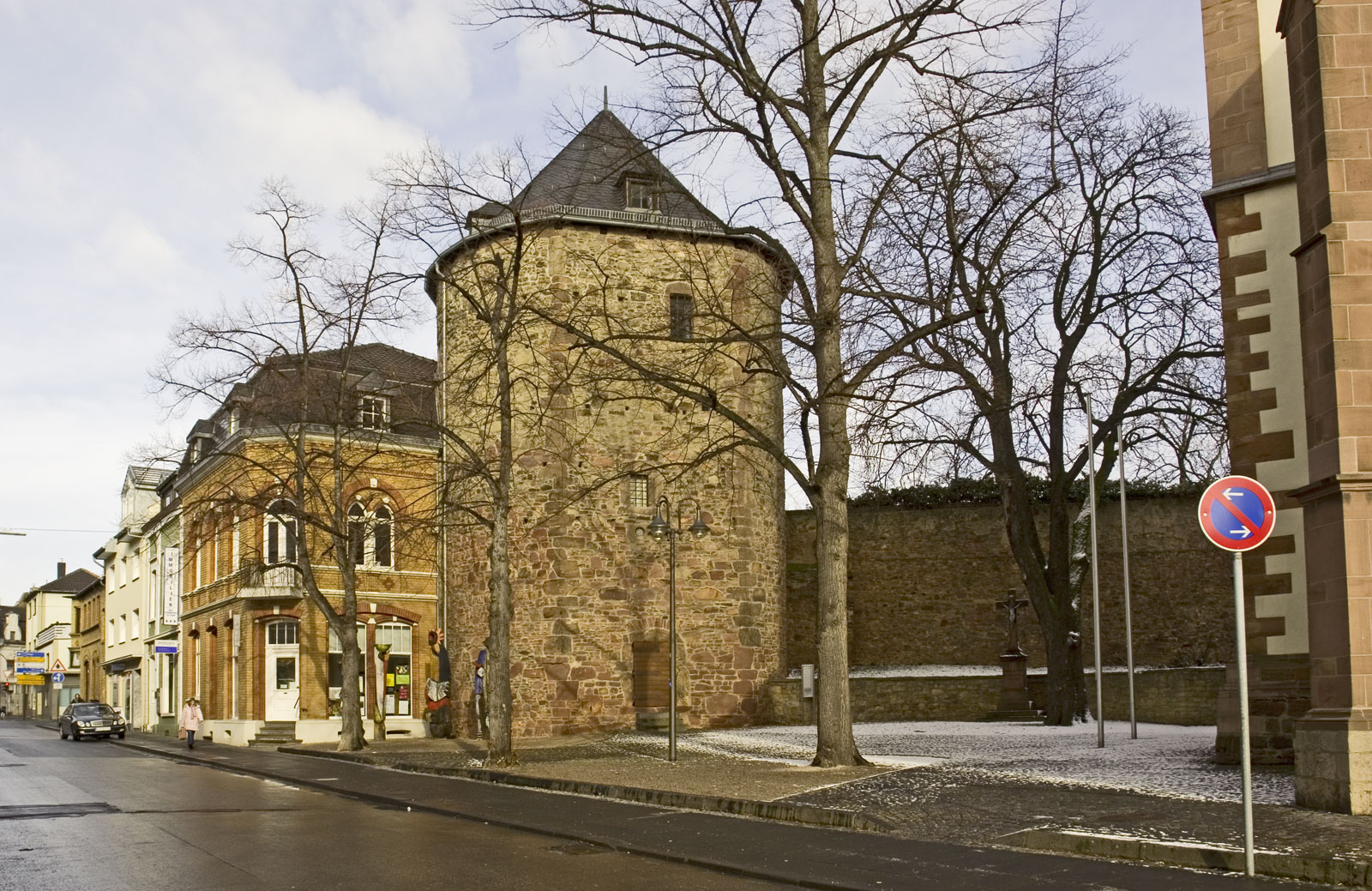
Dicker Turm und historische Stadtmauer

Funde von Werkzeugen belegen die Existenz von Menschen etwa 3000 bis 2000 v. Chr. auf dem heutigen Stadtgebiet. Keltische Siedlungen sind um 800 bis 500 v. Chr. nachgewiesen. In der Römerzeit um 38 v. Chr. besiedelten Eburonen und Ubier das Flussgebiet der Erft und legten ein Straßennetz an. In Billig entstand ein römischer Straßenknotenpunkt und Handelsmittelpunkt (Belgica vicus).
Von 500 bis 800 n. Chr. befand sich in Nähe des heutigen Annaturmplatzes eine fränkische Hofsiedlung. 870 wurde der Name Euskirchen erstmals überliefert. Damals sprach man unter anderem von Auelskirchen, Auskirchen, eben der „Kirche auf der Aue“, womit wohl die heute noch existierende Martinskirche im Herzen der Kreisstadt gemeint war, die auf einer Aue stand. Die Siedlungen Disternich, Rüdesheim und Kessenich schlossen sich Euskirchen an. Um 1151 wurde die Martinskirche erweitert, und die Hofeskirche St. Georg entsteht. Um 1270 wurden ein Wall und Gräben angelegt, der Ort wurde nach Osten und Südosten zum Mühlbach hin durch Müller und Gerber erweitert. 1280–1300 wurde das Viertel um die Martinskirche ausgebaut.
Am 1. August 1302 verlieh Walram VIII. (1277–1302) von Monschau-Falkenburg Euskirchen die Stadtrechte. Im Mittelalter ab 1325 war die Stadt von einer 1450 Meter langen Stadtmauer mit sieben Wehrtürmen und drei Stadttoren umgeben 'siehe Altstadt (Euskirchen)).
Der Städtische Friedhof Euskirchen an der Frauenberger Straße wurde 1887 angelegt.
Mit Kriegsbeginn 1914 wurden zahlreiche Euskirchener Männer zum Militär eingezogen, was in Industrie und Landwirtschaft zu erheblichem Arbeitskräftemangel führte. Frauen und Jugendliche übernahmen zunehmend Aufgaben in Betrieben. Die Tuchindustrie produzierte verstärkt Uniformstoffe und militärische Gewebe, was ihre Bedeutung für die Stadtwirtschaft unterstrich.
Die Versorgungslage verschlechterte sich während des Kriegsverlaufs. Lebensmittel wurden rationiert, die Bevölkerung war mit Engpässen und steigenden Preisen konfrontiert. Kriegsanleihen, Spendenaktionen und Liebesgaben zur Unterstützung der Front gehörten zum Alltag.
Direkte Kampfhandlungen in Euskirchen blieben aus, dennoch spürte die Stadt mit Kriegsende 1918 die Auswirkungen des militärischen Rückzugs. Zwischen November und Dezember 1918 wurden zahlreiche deutsche Truppenteile zurückgezogen und durch alliierte Besatzungskräfte ersetzt. Am 4. Dezember 1918 rückten zunächst belgische Truppen in Euskirchen ein. Wenige Tage später folgten britische Verbände, ehe französische Kräfte die dauerhafte Besatzung übernahmen. Diese dauerte bis 1929 und prägte das Alltagsleben durch Requisitionen, Einquartierungen und Einschränkungen.
Im Anschluss verschärften Inflation und wirtschaftliche Belastungen die Lage der Bevölkerung langfristig. Euskirchen musste sich nach dem Ende der Besatzung unter schwierigen Voraussetzungen wieder stabilisieren.
Am 11. Oktober 1930 besuchte der damalige Reichspräsident Paul von Hindenburg die Stadt Euskirchen.
Zu Beginn des Zweiten Weltkriegs am 1. September 1939 prägten in Euskirchen kriegsbedingte Maßnahmen den Alltag. Bereits wenige Tage nach Kriegsbeginn wurden polnische Kriegsgefangene in die Stadt gebracht und vor allem in der Landwirtschaft und in Betrieben eingesetzt. In den folgenden Jahren kamen Zwangsarbeiter aus verschiedenen von Deutschland besetzten Ländern hinzu, die unter anderem in einem Lager auf dem Gelände der Zuckerfabrik untergebracht waren. Die Lebensbedingungen waren oft schlecht, und es kam zu Todesfällen durch Krankheiten und Gewalt.
Während der ersten Kriegsjahre blieb Euskirchen von direkten Kampfhandlungen weitgehend verschont. In der Umgebung befand sich das ehemalige Führerhauptquartier „Felsennest“ bei Rodert, das jedoch nach 1940 nicht mehr genutzt wurde. Ende 1944 richtete Feldmarschall Walter Model nahe Euskirchen ein Hauptquartier der Heeresgruppe B ein, von dem aus er unter anderem die Ardennenoffensive leitete.
Ab Mitte 1944 intensivierten sich die Luftangriffe auf Euskirchen. Am 29. September 1944 kam es zu einem besonders schweren Bombenangriff, bei dem ein großer Teil der Innenstadt zerstört wurde. In den Wintermonaten 1944/45 folgten weitere Luft- und Tieffliegerangriffe, die auch umliegende Ortschaften trafen. Am 24. Dezember 1944 wurde das städtische Gaswerk schwer beschädigt, was die Energieversorgung nachhaltig beeinträchtigte.
Euskirchen wurde am 4. März 1945 von der 1. US-Armee erobert, die im Rahmen der Operation Lumberjack (1.–7. März 1945) vorrückte und einen Tag später Köln erreichte. 
Zu diesem Zeitpunkt waren etwa 75 bis 80 Prozent der Stadt zerstört, die Industrieanlagen – insbesondere die Tuchfabriken – zu rund 95 Prozent. Von den rund 2.400 Gebäuden blieben nur etwa 170 unbeschädigt.
Am 7. März eroberten Amerikaner bei Remagen die Ludendorff-Brücke, eine noch intakte Eisenbahnbrücke.
Bis zur Mitte des 20. Jahrhunderts fuhr eine Schmalspurbahn, die Euskirchener Kreisbahnen, im Volksmund „Flutsch“ genannt, von Erftstadt-Liblar und Zülpich in Richtung Euskirchen. Noch heute erinnert die Kneipe In de Flutsch an die stillgelegte Bahnstrecke.
Am 3. Januar 2014 kam es auf dem Betriebsgelände eines Recyclingunternehmens für Bauschutt zu einer Explosion, da sich in dem verarbeiteten Bauschutt eine britische Sprengbombe des Typs HC 4000-lb. Mk 3 befand. Ein Baggerführer kam bei dem Vorfall ums Leben, zwei weitere Mitarbeiter des Betriebs wurden schwer verletzt. Auf Grund der Explosion entstanden an den umliegenden Gebäuden teils hohe Schäden.
Beim Hochwasser am 14. Juli 2021 war die Innenstadt von Euskirchen insbesondere aufgrund der ungünstigen Lage entlang der Erft und des Veybach stark betroffen. Viele Bereiche wurden überflutet und Keller liefen voll. Wasser, Strom, Telefon, Internet und Kabelfernsehen fielen aus. Auch die nah an den Gewässern liegenden Infrastruktureinrichtungen wie der Fernmeldeturm Eusebius sowie nahezu alle Einzelhandelsgeschäfte in der Fußgängerzone nahmen schwere Schäden, im Einkaufszentrum Veybach-Center sowie in vielen Geschäften auf der Neustraße und der Berliner Straße stand das Wasser meterhoch und zerstörte die Einrichtung vollständig. Ähnlich war die Situation bei den Geschäften auf der Mittelstraße. Pflastersteine der Einkaufsstraße wurden herausgespült, Schmutz und Geröll wurden verteilt, Autos wurden mitgerissen, Unterführungen standen vollständig unter Wasser. Die äußeren Bereiche Euskirchens in größerer Entfernung zu den Gewässern waren weniger oder sogar gar nicht betroffen.
Eingemeindungen
Am 1. Juli 1969 wurden die bis dahin selbständigen Gemeinden Billig, Dom-Esch, Elsig, Euenheim, Flamersheim, Frauenberg, Großbüllesheim, Kirchheim, Kleinbüllesheim, Kreuzweingarten-Rheder, Kuchenheim, Niederkastenholz, Palmersheim, Roitzheim, Schweinheim, Stotzheim, Weidesheim, Wißkirchen und Wüschheim sowie Gebietsteile der Gemeinden Antweiler, Arloff, Lessenich-Rißdorf, Obergartzem und Satzvey-Firmenich eingegliedert.

## Politik

### Stadtrat
Der Stadtrat ist die kommunale Volksvertretung der Stadt Euskirchen. Über die Zusammensetzung entscheiden die Bürger alle fünf Jahre. Die letzte Wahl fand am 13. September 2020 statt.
Im März 2021 verließ ein Abgeordneter der CDU die Fraktion und Partei. Er trat im Juli 2022 der AfD und deren Ratsfraktion bei.

### Bürgermeister
Nach Änderung der nordrhein-westfälischen Gemeindeordnung ist seit 1999 der Bürgermeister nicht nur Repräsentant der Stadt, sondern auch Chef der Verwaltung (vormals: Stadtdirektor). Außerdem wird der Bürgermeister seither von der Bevölkerung in einer Direktwahl gewählt.

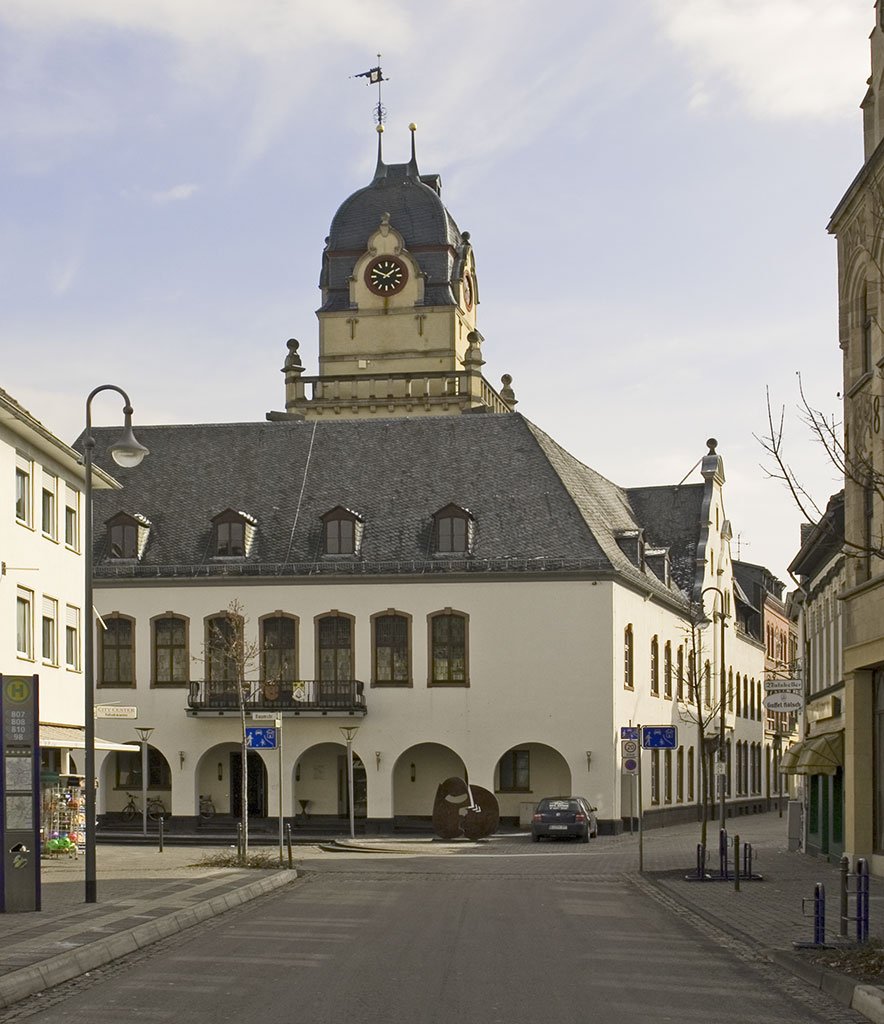
Altes Rathaus

Der derzeitige Bürgermeister Sacha Reichelt wurde 2020 gewählt. Der damals Parteilose setze sich als Kandidat der SPD in der Stichwahl mit 53 % der Stimmen gegen den CDU-Kandidaten durch. Im Januar 2025 gab Reichelt bekannt, der CDU beizutreten und für diese bei der Bürgermeisterwahl im September des Jahres anzutreten. Sein Vorgänger Uwe Friedl (CDU) kandidierte nicht mehr. Friedl wurde 1999, 2004, 2009 und 2015 jeweils mit absoluter Mehrheit im ersten Wahlgang zum Bürgermeister gewählt.

### Parteienlandschaft
In Euskirchen sind neben den etablierten Parteien CDU, SPD, Bündnis 90/Die Grünen, FDP, AfD und Die Linke auch mehrere lokale Wählergruppen und kleinere Parteien aktiv, die das kommunalpolitische Geschehen prägen.
Die Unabhängige Wählervereinigung (UWV) ist eine überparteiliche Wählergruppe, die sich vor allem für bürgernahe Politik und kommunale Themen einsetzt. Sie versteht sich als Interessenvertretung der Bürger jenseits der großen Parteistrukturen und ist seit vielen Jahren mit mehreren Sitzen im Stadtrat vertreten. Auch bei der Kommunalwahl 2025 tritt sie erneut an und setzt auf direkte Bürgernähe und transparente Haushaltsführung.
Die lokale Wählergruppe Für Euskirchen (FE) wurde im Juli 2025 gegründet und tritt bei der Kommunalwahl 2025 erstmals an. Sie setzt sich vor allem für eine stärkere Bürgerbeteiligung, soziale Gerechtigkeit und eine nachhaltige Stadtentwicklung ein.

### Entwicklung der Kommunalwahlen
In den 1960er bis 1980er Jahren erzielte die Christlich Demokratische Union Deutschlands (CDU) regelmäßig absolute Mehrheiten im Stadtrat. Die Sozialdemokratische Partei Deutschlands (SPD) stellte mit Kurt Kuckertz (Amtszeit: 1994–1999) erstmals einen sozialdemokratischen Bürgermeister.
Gleichzeitig verstärkten sich weitere politische Kräfte:
- Bündnis 90/Die Grünen gewannen an Bedeutung, vor allem durch die verstärkte Umweltdebatte und den Zuzug jüngerer Bevölkerungsgruppen.
- Die Unabhängige Wählervereinigung (UWV) konnte sich durch ihren Fokus auf lokale Themen wie Stadtentwicklung und Haushaltspolitik als feste Größe etablieren.

Die Kommunalwahl am 13. September 2020 markierte einen Wendepunkt: Die CDU verlor deutlich an Stimmen und erreichte keine eigene Mehrheit mehr. Die Grünen und die AfD konnten ihr Ergebnis deutlich verbessern. Die CDU ist auf wechselnde Kooperationen angewiesen.

### Kreistagswahlen
Bei der Kreistagswahl 2020 im Kreis Euskirchen blieb die CDU mit 38,5 % stärkste Kraft, verlor jedoch leicht. Die SPD erreichte 23,9 %, die Grünen legten deutlich zu auf 15,1 %. FDP (7,9 %), AfD (6,5 %) und Die Linke (2,4 %) folgten. Die detaillierten Wahlergebnisse sind im Artikel zum Kreis Euskirchen zu finden.

### Stadtwappen, Flagge und Logo
| Wappen von Euskirchen | Blasonierung: „In Rot ein goldenes schwebendes Stadttor (Burg) mit halbgezogenem Fallgatter und zwei Zinnenaufsatztürmen, beseitet von zwei Schildchen, vorne in Silber ein linksgewendeter doppelschwänziger goldbekrönter roter Löwe, hinten in Gold ein schwarzer Löwe.“ |
| Wappen von Euskirchen | Wappenbegründung: Der zweischwänzige rote Löwe mit goldener Krone in silbernem Feld ist das Wappen der Herzöge von Limburg und der Edelherren von Heinsberg-Falkenburg, der schwarze Löwe in goldenem Feld das Wappen der Herzöge von Jülich. Bis zum 650-jährigen Stadtjubiläum 1952 befanden sich rechts und links des (wachsenden) Stadttors mit Flankentürmen zwei zugewandte goldene Löwen, das Tor haltend. |

Beschreibung der Flagge: „Die Stadt führt neben dem Wappen eine eigene Flagge mit den Farben rot-gold. Sie ist Rot-Gelb (Gold) im Verhältnis 1 : 1, quergestreift und kann mit dem Stadtwappen im Schild in der Mitte geführt werden.“
Von 1974 bis 2002 wurde ein Logo verwendet, das den Schriftzug „Stadt Euskirchen“ in moderner Schriftart beinhaltete, sowie ein vierblättriges Kleeblatt, das aus dem Anfangsbuchstaben 'E' zusammengesetzt war. Später wurde das Logo auch ohne den Schriftzug „Stadt“ verwendet und bekam als Untertitel „Stadt zwischen Rhein und Erft“.
2002 wurde ein neues Logo eingeführt. Die Anfangsbuchstaben 'Eu' bilden darin ein Gesicht, und unter dem Schriftzug „euskirchen“ ist der Slogan „stadt mit gesicht“ vermerkt. Die Haartolle symbolisiert sowohl den Veybach, der durch die Stadt fließt, als auch die Hügel der Voreifel, in der Euskirchen liegt. Die Haarstoppel stehen für die grüne Umgebung der Kreisstadt.
Die Grafik und der zugehörige Slogan wurden im Rahmen eines 2001 von der Stadt ausgeschriebenen Wettbewerbs von dem Euskirchener Architekten Gernot Schlüter in Zusammenarbeit mit Grafik-Designer Thomas Latzke entworfen.

### Städtepartnerschaften
- Charleville-Mézières (Frankreich), seit 1961
- Basingstoke and Deane (Vereinigtes Königreich), seit 1986
Jährlich wechselnd findet zwischen Euskirchen und Basingstoke and Deane ein Sportwettkampf, das Festival of Sport, in verschiedenen Sportarten statt.[33][34]

## Kultur und Sehenswürdigkeiten

### Museen
- Stadtmuseum Euskirchen

Seit 2012 befindet sich das Stadtmuseum Euskirchen im Kulturhof, Wilhelmstraße 32–34. Die Dauerausstellung zeigt die Stadtgeschichte von der Römerzeit bis in die Gegenwart. Wechselnde Ausstellungen erweitern das Angebot des Museums zusätzlich.
Das Stadtmuseum war von 1992 bis 2010 in dem ehemals zur Stadtmauer gehörenden „Dicken Turm“ und einem angrenzenden Gebäude aus der Gründerzeit untergebracht. Dieser Standort wurde wegen Mängeln im Brandschutz im Dezember 2010 geschlossen. Nach erfolgter Sanierung ist das Standesamt der Stadt Euskirchen in das Gebäudeensemble umgezogen.
- Rheinisches Industriemuseum Tuchfabrik Müller

Im Stadtteil Kuchenheim befindet sich die alte Tuchfabrik Müller von Anfang des 20. Jahrhunderts. Die Fabrik ist großteils funktionsfähig und präsentiert sich so, wie sie 1961 aufgegeben wurde.
- Feuerwehrmuseum Flamersheim

Das Feuerwehrmuseum in Flamersheim besteht seit 1993 und zeigt bei kostenlosem Eintritt auf 250 m² Ausstellungsstücke aus der Feuerwehrgeschichte der vergangenen 100 Jahre.

### Religion
Euskirchen ist traditionell katholisch geprägt. In einem Visitationsbericht von 1698 heißt es: „In Euskirchen keine Andersgläubigen, alle katholisch.“ Vor- und nachher waren aber immer andere Religionen und Konfessionen vertreten, hauptsächlich Protestanten und Juden. Der erste jüdische Friedhof wurde 1467 angelegt.

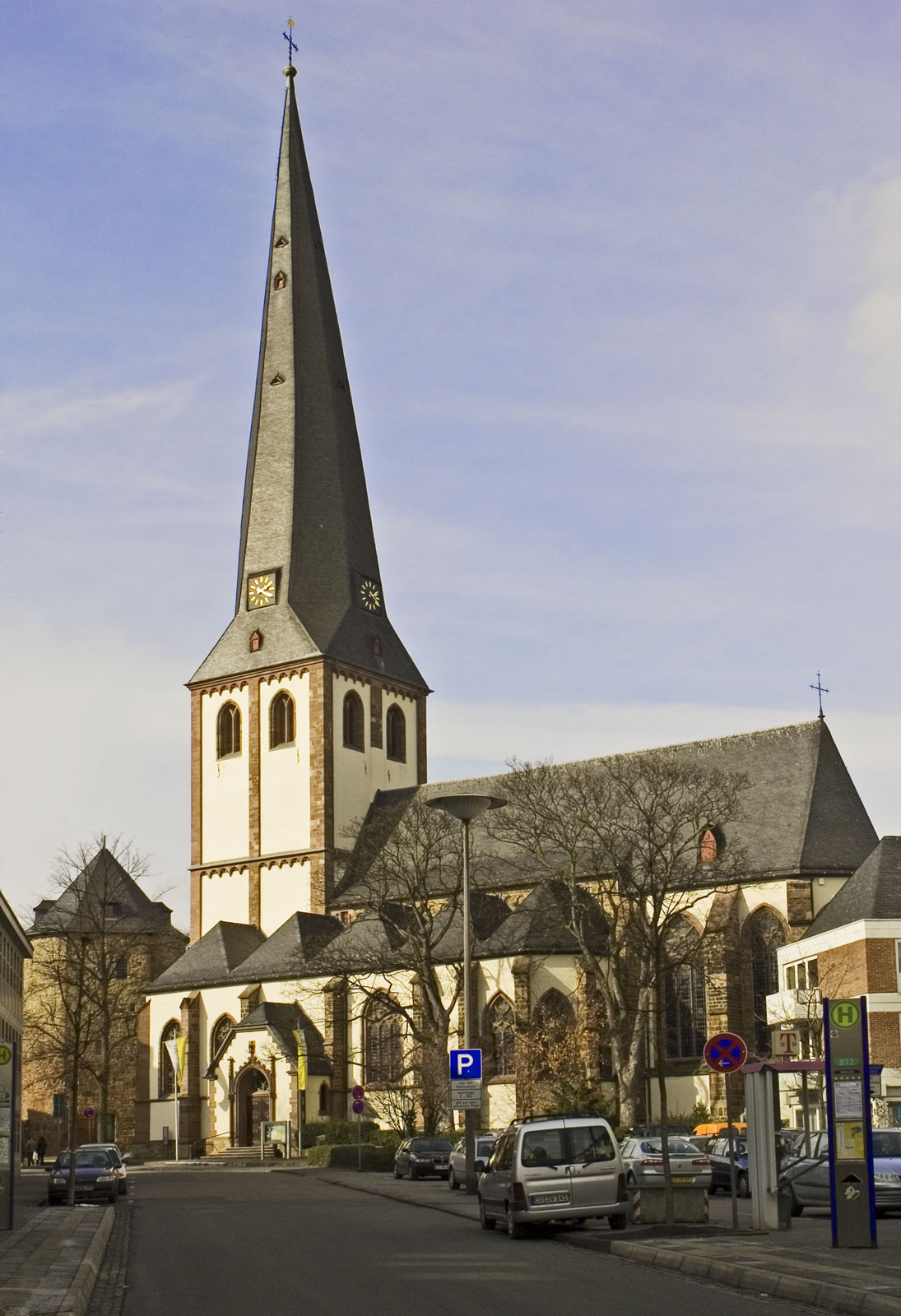
Kath. Pfarrkirche St. Martin

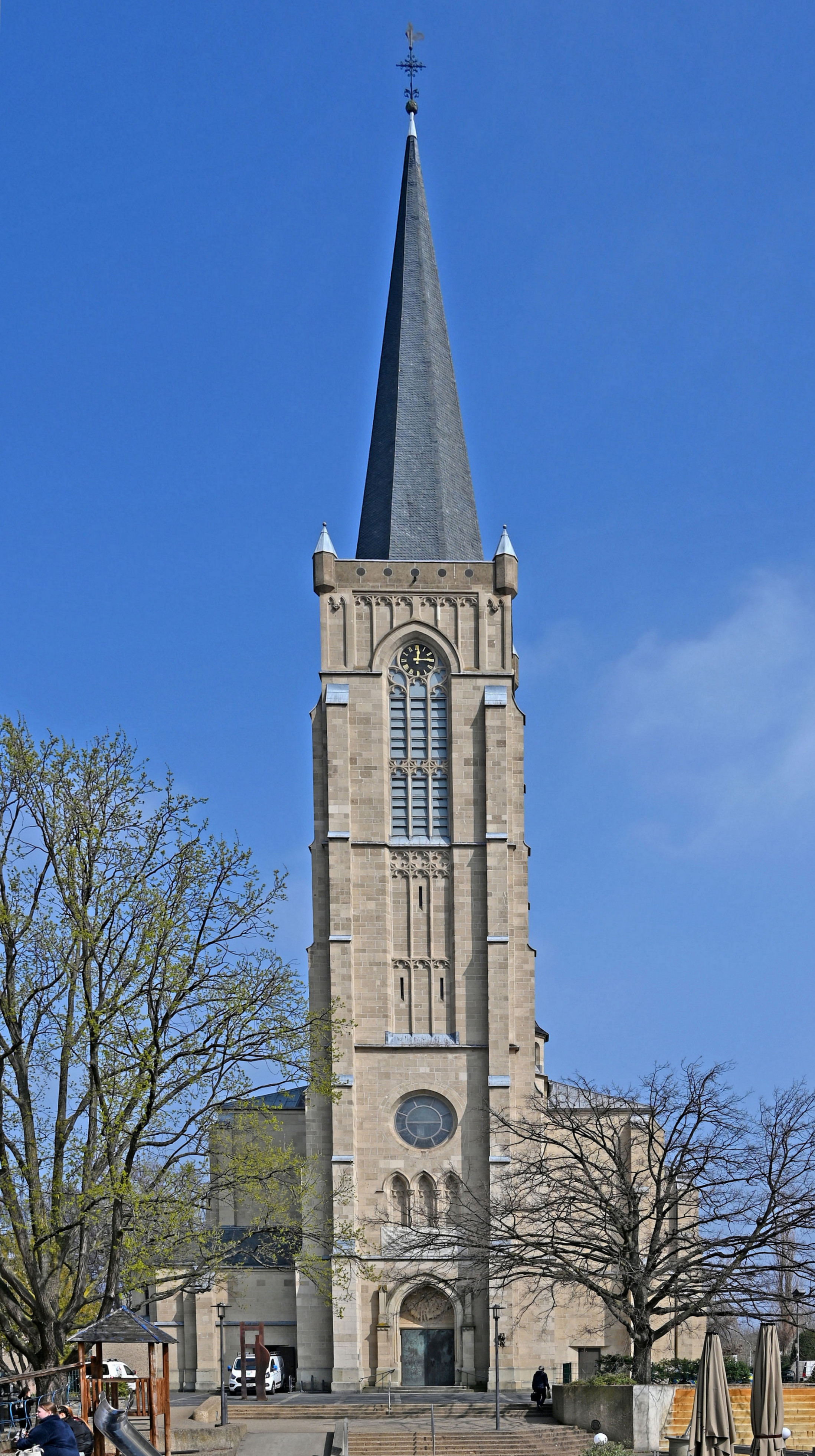
Herz-Jesu-Kirche

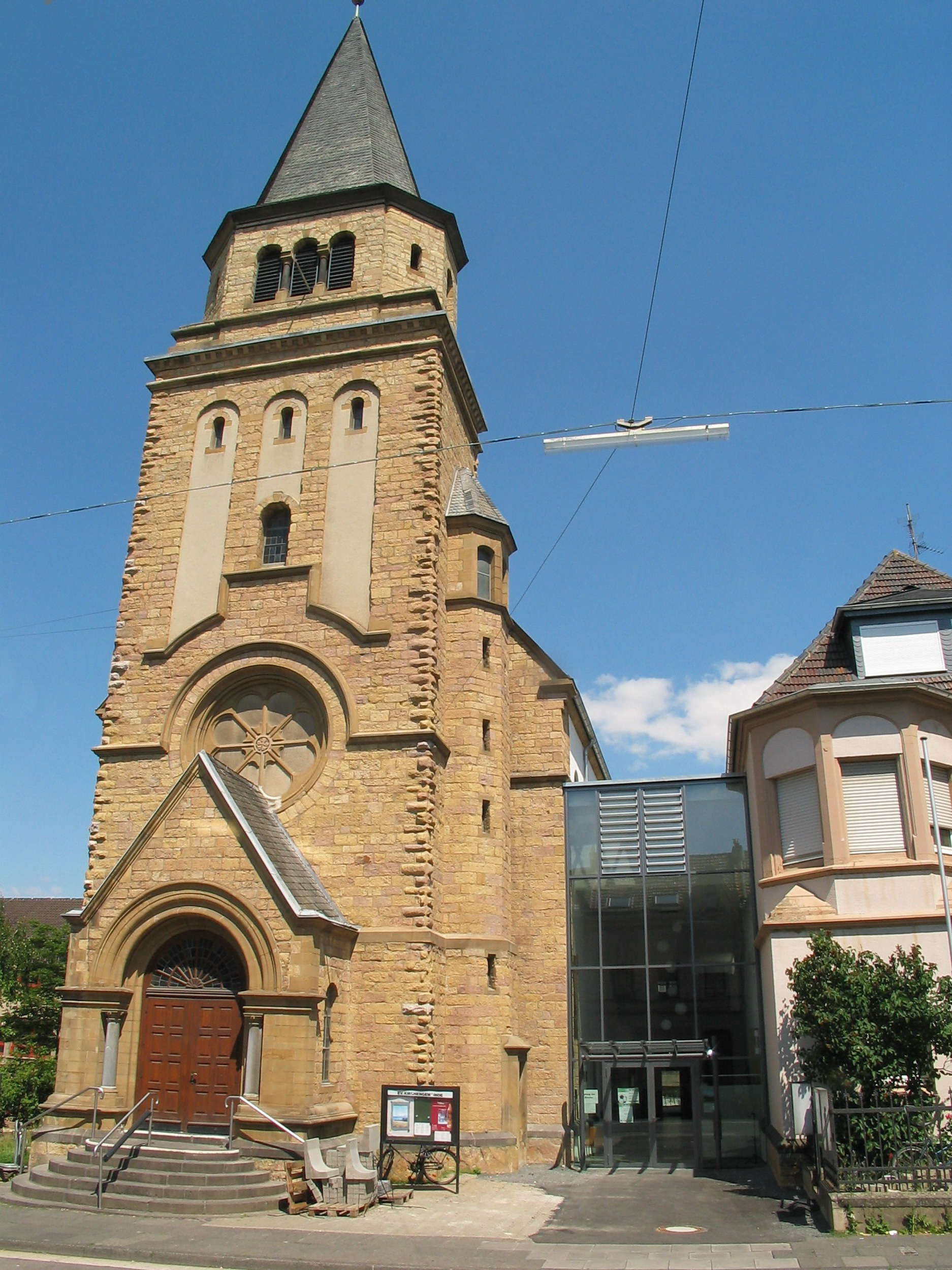
Evangelische Kirche Euskirchen, Ansicht Kölner Straße

#### Katholische Kirchenund Kapellen
Die Kirchen gehören zum Kreisdekanat Euskirchen im Erzbistum Köln und bilden drei Seelsorgebereiche.
Pfarrei St. Martin:
- Herz Jesu (Innenstadt)
- St. Matthias (Südstadt)
- St. Martin (Euskirchen) (Innenstadt)

Seelsorgebereich Erftmühlenbach:
- St. Martinus (Dom-Esch)
- St. Stephanus Auffindung (Flamersheim)
- St. Michael (Großbüllesheim)
- St. Martinus (Kirchheim)
- St. Peter und Paul (Kleinbüllesheim)
- St. Nikolaus (Kuchenheim)
- St. Laurentius (Niederkastenholz) (Filialkirche)
- St. Peter und Paul (Palmersheim)
- St. Stephanus (Roitzheim)
- Heilige Dreifaltigkeit (Schweinheim) (Filialkirche)
- St. Mariä Himmelfahrt (Weidesheim)

Seelsorgebereich Bleibach/Hardt:
- St. Cyriakus (Billig)
- Kreuzauffindung (Elsig)
- St. Brictius (Euenheim)
- St. Georg (Frauenberg)
- Heilig Kreuz (Kreuzweingarten)
- Mutter vom guten Rat (Rheder) (Kapelle)
- St. Martin (Stotzheim)
- St. Medardus (Wißkirchen)

#### Evangelische Kirchen
- Evangelische Kirche (Euskirchen)
- Evangelische Kirche (Flamersheim)

#### Griechisch-orthodoxe Kirche
- Griechisch-Orthodoxe Kirche Johannes der Täufer (Kleinbüllesheim)

#### EvangelischeFreikirchen
- Christliche Gemeinde Euskirchen
- Evangelisch-Freikirchliche Gemeinde Euskirchen (Baptisten)
- Freie Christengemeinde Euskirchen

#### Pietistische Gemeinden
- Mennoniten-Brüdergemeinde

#### Islamische Gemeinde
- Türkische Islamische Gemeinde zu Euskirchen e. V.[37]
- Arabische Al Salam Moschee Euskirchen

#### Jüdische Religion
- An der Annaturmstraße existierte bis zum Nachmittag des 10. November 1938 – dem Tag nach der Pogromnacht vom 9. November 1938 – die Synagoge. Sie wurde zunächst verwüstet und danach von SS-Angehörigen in Brand gesteckt. Am ehemaligen Standpunkt der Synagoge wurde ein Gedenkstein aufgestellt.
- Jüdischer Friedhof (Euskirchen, Alter Friedhof)
- Jüdischer Friedhof (Euskirchen, Kölner Straße)
- Jüdischer Friedhof Frauenberger Straße (Euskirchen)

#### Sonstige Kirchen und Gemeinschaften
- Apostolische Gemeinschaft Gemeinde Euskirchen
- Neuapostolische Kirche

### Bauwerke

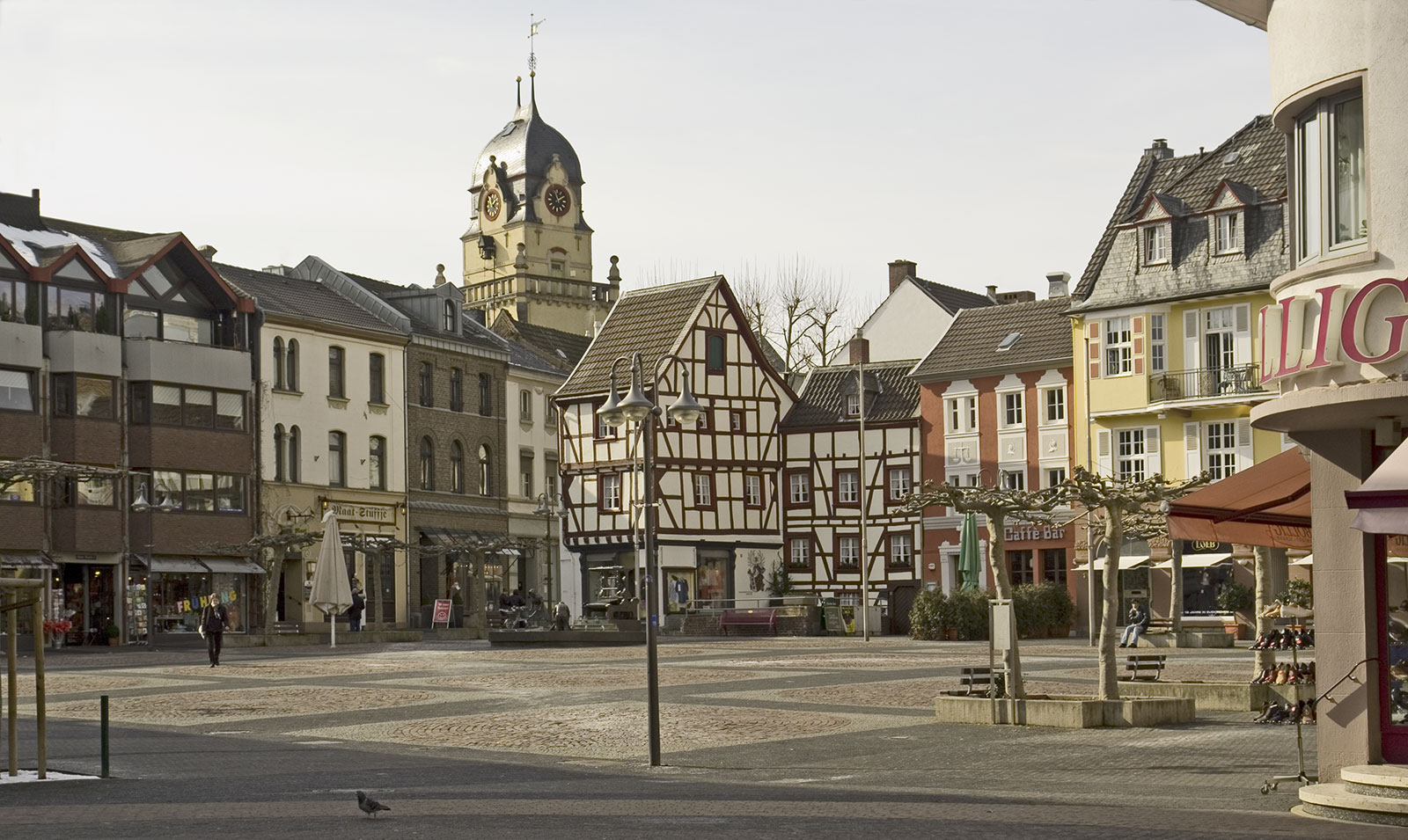
Alter Markt mit Rathausturm

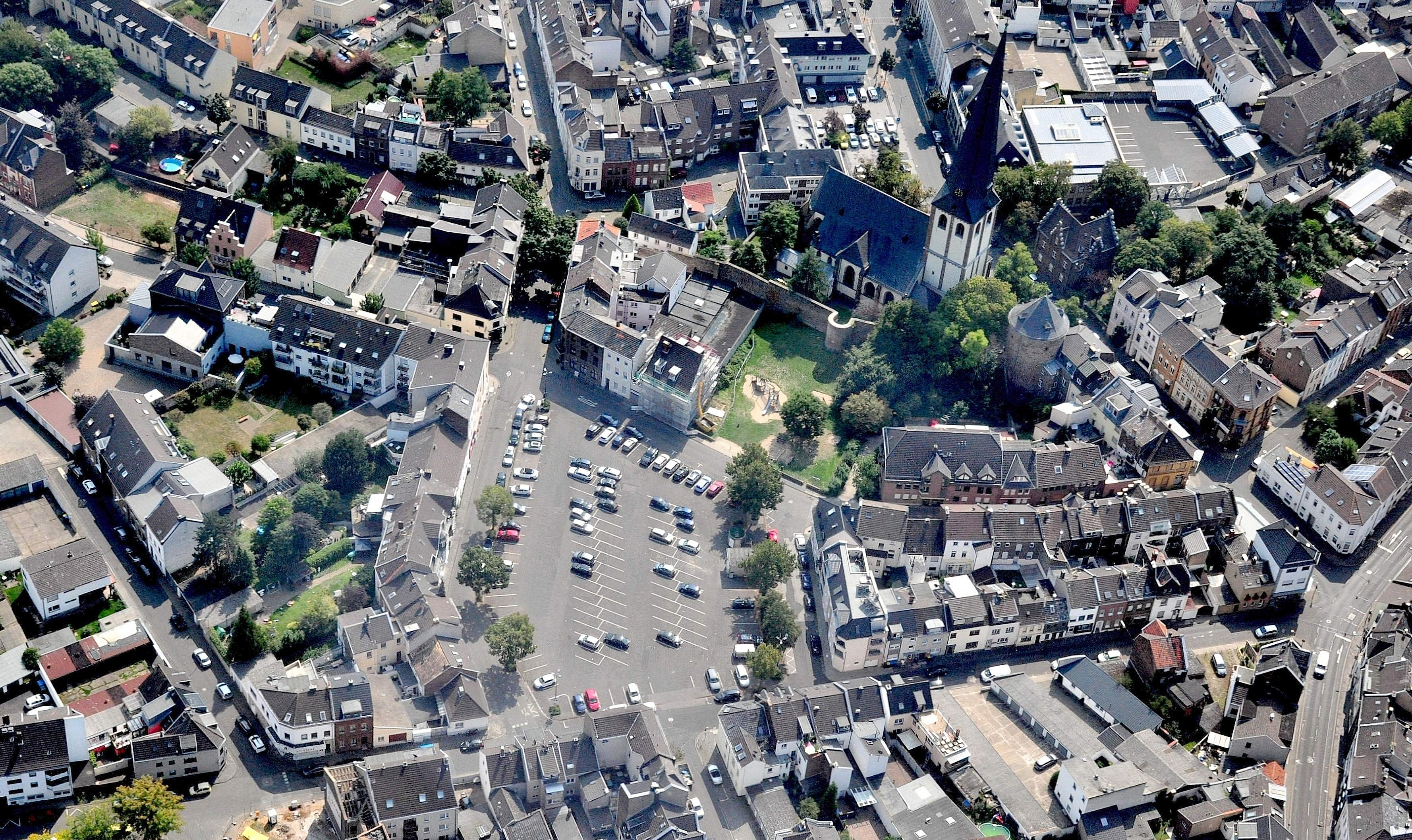
Annaturmplatz mit Martinskirche und Resten der mittelalterlichen Stadtbefestigung

#### Altstadt
- Alter Markt im Stadtzentrum, der heute Teil der Fußgängerzone ist. Bis 1973 stand hier noch das Hotel Joisten, das einem modernen Büro- und Geschäftshaus mit Ladenlokalen und Einkaufspassage weichen musste.
- Die Sankt-Martin-Kirche an der Kirchstraße ist schon im 7. Jahrhundert errichtet worden.
- Die neugotische Herz-Jesu-Kirche hingegen stammt aus dem 20. Jahrhundert.
- Teile der mittelalterlichen Stadtbefestigung und einige ihrer Stadttürme sind erhalten geblieben.
- Verlorene Synagoge: In der Annaturmstraße wurde im Jahr 1816 eine Synagoge errichtet, die bei einem Stadtbrand am 19. Mai 1886 zunächst abbrannte, aber sofort wieder aufgebaut wurde. In der Pogromnacht am 9. November 1938 wurde sie niedergebrannt. Seit 1981 mahnt dort ein Gedenkstein an den Pogrom.

#### Burgen
Auf dem Stadtgebiet befinden sich insgesamt zwölf Burgen, die auf der 45 Kilometer langen Euskirchener Burgenrunde von außen besichtigt werden können.
- Burg Flamersheim
- Burg Großbüllesheim
- Hardtburg
- Burg Kessenich
- Kleeburg
- Große Burg Kleinbüllesheim
- Burg Niederkastenholz
- Burg Ringsheim
- Burg Schweinheim
- Burg Veynau
- Obere Burg Kuchenheim
- Untere Burg Kuchenheim

Die „Burg Palmersheim“ war nie eine Burg, sondern ein befestigter Gutshof.

#### Römische Wasserleitung
Durch den Euskirchener Ortsteil Kreuzweingarten führt die Römische Wasserleitung nach Köln. Ein Aufschluss der Leitung zeigt eine besonders mächtige Schicht aus Sinter, der im Mittelalter ähnlich wie Marmor ein geschätzter Baustoff war.
Zwischen Euskirchen-Rheder und Euskirchen-Stotzheim befand sich eine Aquäduktbrücke über die Erft, die mit einer Länge von ca. 500 m ein Großbauwerk der Eifelwasserleitung war. Von ihr ist außer einer schwachen Geländeerhebung westlich der Erft vor Ort aber nichts mehr zu sehen, da sie in nachantiker Zeit zur Gewinnung von Baumaterial ausgebeutet wurde.

### Parks

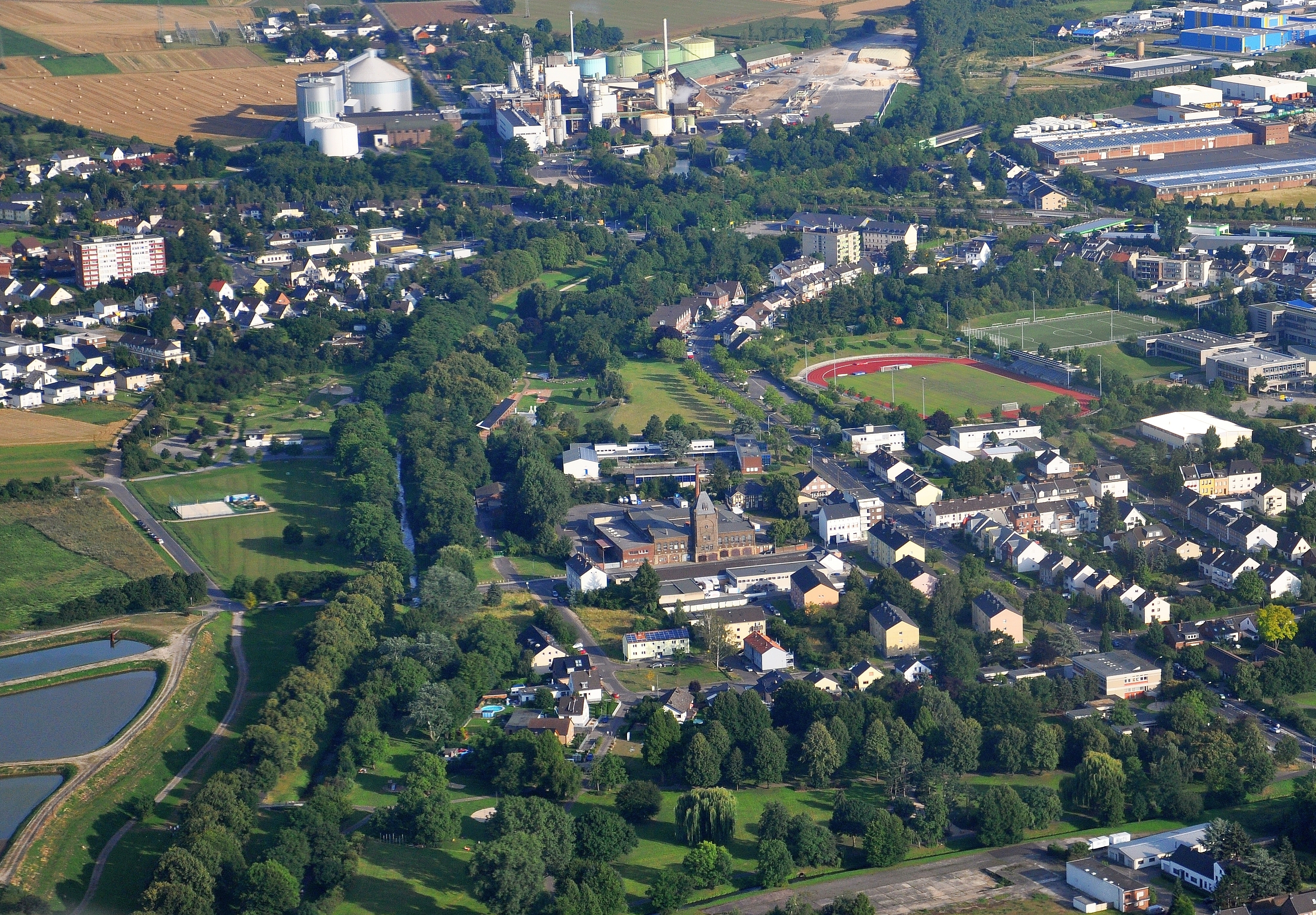
Erft und Erftauen 2012 vor Bau der Thermen & Badewelt

Auelsburg
In den 1990er Jahren entstand zwischen Basingstoker Ring und Georgstraße entlang des Veybachs die Anlage Auelsburg mit einer großen Spielanlage und einem Skatepark.
Disternicher Torwall
Entlang der Stadtmauer mit dem Fresenturm befindet sich mitten in der Innenstadt die Grünanlage Disternicher Torwall.
Erftanlagen/Erftauen
Bereits 1896 entstanden beidseitig der Erft die Erftanlagen zwischen Kölner Straße und Erftstraße, die 1907 bis nach Kessenich verlängert wurden. In den 1970er Jahren wurde die Grünanlage entlang des Veybachs bis zur Gansweide hin erweitert. Die Erftanlagen sind heute die ausgedehnteste Grünanlage der Stadt. Sie beinhalteten bis 2006 bzw. 2007 ein Hallen- und ein Freibad, die beide abgerissen wurden. Im Zusammenhang mit dem Bau der Thermen & Badewelt Euskirchen steht seit September 2014 wieder ein Hallenbad zur Verfügung. Seit 1975 fand in den Erftanlagen die Rheinische Woche, später die Euskirchener Wirtschaftswoche statt. Heute dient die Anlage ausschließlich als Freizeitpark.
Schillerpark und Mitbachanlagen
Ende der 1920er Jahre entstand in der Südstadt nahe dem ehemaligen Disternich der Schillerpark. Mit seinem kleinen See und den Mitbachanlagen ist der Park bis heute ein idyllisches Kleinod nahe der Innenstadt.
Stadtpark, Ruhrpark
Am Kreisverkehr Wilhelmstraße/Alleestraße zwischen Bahndamm und der ehemaligen Tuchfabrik Schiffmann liegt der Stadt- oder Ruhrpark. Mit seinem Bestand an großen Bäumen, einem zentralen Brunnen und seiner Innenstadtlage ist der Park attraktiv und lädt zum Verweilen ein.
Stadtwald
Der Stadtwald wurde 1900 als Parkanlage mit Wegen und Bänken umgebaut und erhielt 1905 zum 100. Jahrestag des Todes von Friedrich Schiller ein zentrales Rondell mit dem nach dem Dichter benannten „Schillerstein“. 1907 wurde das heutige Stadtwaldrestaurant eröffnet. Der Stadtwald, gelegen am südlichen Rand der Südstadt, unmittelbar am Marienhospital, ist auch über 100 Jahre später noch ein beliebter Anlaufpunkt, insbesondere für sportliche Aktivitäten. Er bietet eine Tennisanlage, einen Trimm-dich-Pfad und wird gerne von Joggern und Spaziergängern genutzt.

### Karneval
Euskirchen ist eine Hochburg des rheinischen Karnevals. Jährlich finden ein großer Rosenmontagszug und ein Kinderzug statt.
Die vier großen Karnevalsgesellschaften wechseln sich jährlich mit dem Prinzen ab, der vom Festausschuss Euskirchener Karneval e. V. (FEuKa) gewählt wird. Anlässlich des Millenniums gab es 2000 ein Dreigestirn, 2012 ebenfalls. Der Küfer (Kinderprinz) wird ebenfalls im Wechsel der vier vaterstädtischen Karnevalsgesellschaften gestellt. Prinz und Küfer werden vom Bürgermeister proklamiert. Nachdem die Suche nach Prinzen immer schwieriger wird, sind nunmehr auch Prinzessinnen oder weibliche Dreigestirne möglich.
Die vier großen traditionellen Karnevalsgesellschaften in Euskirchen sind:
- Prinzengarde Euskirchen 1938 e. V.
- Narrenzunft 1949 e. V.
- Alt Oeskerche 1953 e. V.
- KG Erfttal 1958 e. V.

Außerdem gibt es in Euskirchen zwei karnevalistische Interessengemeinschaften:
- IG Südstadtkarneval 1990 e. V.
- Karnevalistische IG der Nordstadt 1999 e. V.

Schließlich gibt es in fast allen Euskirchener Ortsteilen sehr aktive Karnevalsvereine, die ebenfalls eigene Tollitäten stellen und eigene Brauchtumsveranstaltungen durchführen.

### Unterhaltung und Freizeit
Jährlich findet in Euskirchen einmal im Mai und einmal im Oktober die Kirmes statt. Die so genannte „Donatus-Mai-Kirmes“ ist immer am Wochenende in der zweiten Maiwoche. Entstanden ist diese bereits vor über 200 Jahren. Namensgeber war der heilige Donatus, Schutzpatron der St.-Martins-Kirche. So ist aus dem im Jahre 1784 erstmals begangenen Donatusfest die heutige Kirmes entstanden.
An einem der letzten beiden Oktoberwochenenden findet die Herbstkirmes, der „Simon-Juda-Markt“ statt.
Beide Veranstaltungen beginnen auf dem Alter Markt und ziehen sich über die Annaturmstraße zum Annaturmplatz und weiter über die Grün-, Berger- und Carmanstraße schließlich hin zum Charleviller Platz. Eine Mischung aus Imbissen, Fahr- und Spielgeschäften zieht regelmäßig zahlreiche Besucher aus der Umgebung an.
Im Süden des Stadtgebietes, beim Ortsteil Kirchheim, liegt die Steinbachtalsperre, die als Brauchwasserspeicher genutzt wird. Ein abgegrenzter Teil der Wasserfläche sowie des angrenzenden Geländes wird in der warmen Jahreszeit als öffentliches Waldfreibad bewirtschaftet.
Nachdem im Jahr 2008 das innerstädtische Hallenbad wegen Baufälligkeit abgerissen und das angrenzende Freibad geschlossen wurde, gibt es seit Dezember 2015 in der Nähe die „Thermen & Badewelt Euskirchen“, welche von dem privaten Investor Josef Wund gebaut wurde. Das ebenfalls im Gebäude liegende Sportbad wird von der Stadt Euskirchen für Schul- und Sportschwimmen angemietet.
Entlang der Erft und des Erft-Mühlenbaches besteht ein Mühlenwanderweg. Obwohl das Gewässer klein ist, war es früher für die Industrie bedeutsam.
Die Stadt Euskirchen ist an eine Reihe von Radwanderwegen angeschlossen:
- Der Erft-Radweg begleitet die Erft von deren Quelle in Nettersheim-Holzmülheim bis zu ihrer Mündung in den Rhein bei Neuss.
- Die Wasserburgenroute verbindet mehr als 130 Burgen am Rand der Eifel und in der Kölner Bucht.
- Die Tälerroute erschließt touristisch interessante Orte in Nordrhein-Westfalen auf familienfreundlicher Strecke.
- Die D-Route 4 Mittelland-Route führt von Aachen über Bonn, Siegen, Erfurt, Jena und Chemnitz nach Zittau.
- Die Pilgerroute (D7) verläuft von Aachen über Köln, Düsseldorf, Duisburg, Münster, Osnabrück, Bremen und Hamburg nach Flensburg.

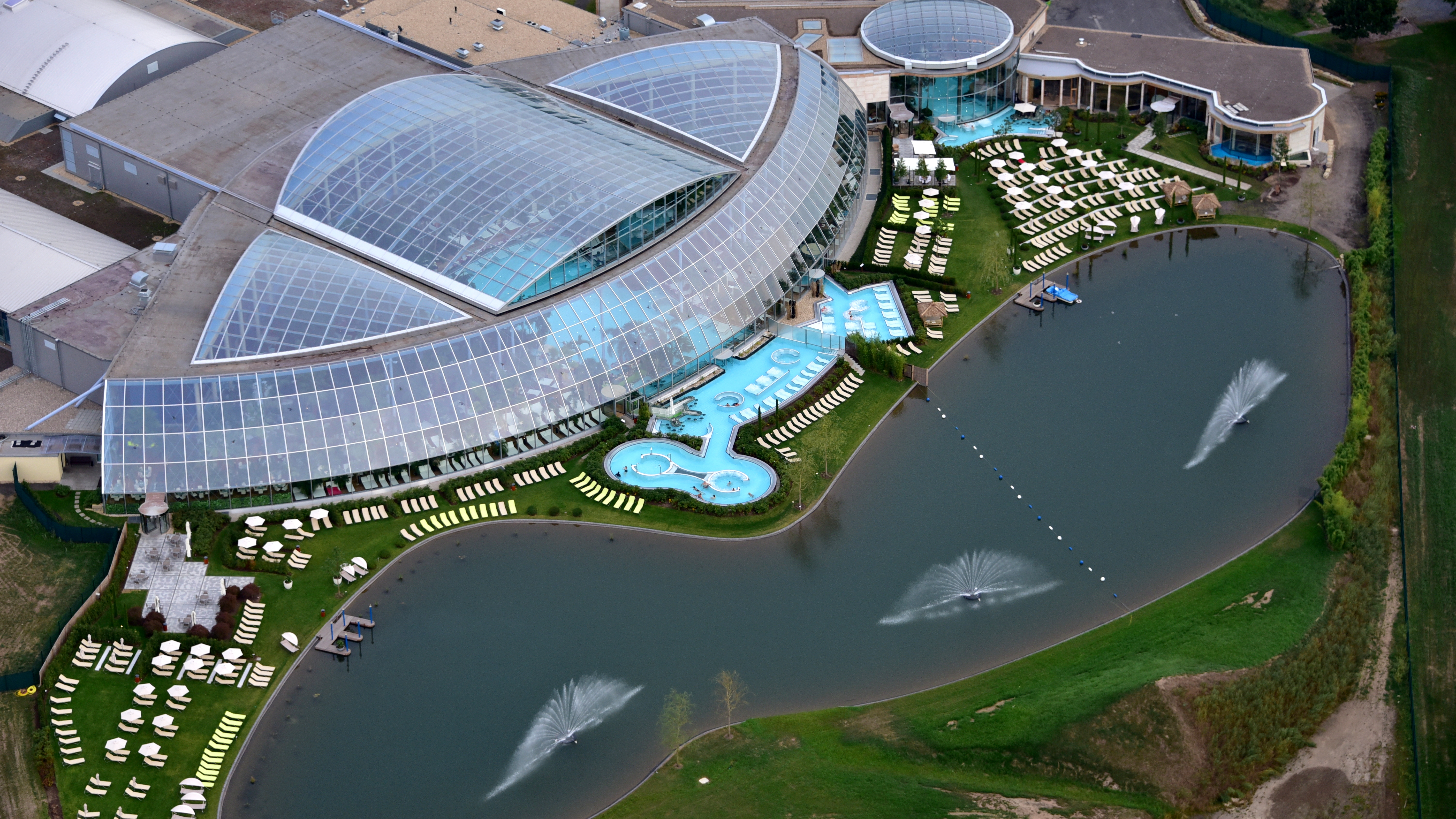
Das Schwimmbad nach Fertigstellung, Luftaufnahme (2016)

### Sport
In Euskirchen ansässige Sportvereine des Stadtsportverbands Euskirchen sind unter anderem der TSC Euskirchen (ETSC), die LGO Euskirchen/Erftstadt und der LC Euskirchen.

## Wirtschaft und Infrastruktur

### Industrie und Gewerbe
Euskirchen verfügt über eine vielfältige und ausgewogene Wirtschaftsstruktur. Dadurch bietet die Kreisstadt viele Arbeitsplätze auch für ein weites Einzugsgebiet mit nahezu 190.000 Einwohnern. Euskirchen ist eine ländlich geprägte Mittelstadt in einem landwirtschaftlichen Nutzraum, der überwiegend dem Ackerbau dient und somit Nutzland für viele Landwirte aus Euskirchen und der Region bietet. Es werden vor allem Zuckerrüben angebaut. Euskirchen ist bereits seit 1879 Sitz einer Zuckerfabrik. Als weiterer wichtiger Industriezweig galt bis vor wenigen Jahrzehnten die Tuchherstellung, die sich aber auf Grund der Konkurrenz von internationalen Großunternehmen nicht halten konnte. Unter der Trägerschaft der Handwerkskammer Aachen, der IHK Aachen und des Kreises Euskirchen wurde 1970 das Berufsbildungszentrum Euskirchen (BZE) in der Rechtsform eines öffentlich-rechtlichen Zweckverbandes gegründet. Es soll schwerpunktmäßig den Strukturwandel in der Region durch entsprechende Qualifizierungsmaßnahmen und modellhafte Konzeptionen unterstützen und fördern.
Die beiden größten Industrie- und Gewerbegebiete in Euskirchen mit einem Großteil der über 21.000 Arbeitsplätze sind:
- der IPAS (Industriepark am Silberberg) mit 2 Millionen m²
- der EURO-Park (liegt zwischen EUskirchen und ROitzheim) mit 1,5 Millionen m².

Wegen der günstigen Lage zu den Autobahnen 1 und 61 entstand auf einer über 2 Mio. m² großen Fläche unter dem Namen IPAS (Industriepark am Silberberg) das größte zusammenhängende Gewerbe- und Industriegebiet des Kreises Euskirchen. Der Konsumgüterkonzern Procter & Gamble unterhält hier eine Produktionsstätte und ein großes Warenverteilzentrum.
Im EURO-Park hat die deutsche Nestlé Purina PetCare (Tiernahrung) ihren Hauptsitz. Die Zuckerfabrik Pfeifer & Langen ist im EURO-Park angesiedelt, in ihm wurde auch die Baustoffkette Mobau (Moderner Baubedarf) gegründet, die nachfolgend in Eurobaustoff aufgegangen ist.
Unmittelbar neben dem IPAS befindet sich die „PrimeSite Rhine Region“, eine Ansiedlungsfläche exklusiv für Großinvestoren mit einer Größe von 205 Hektar. Sie befindet sich zu etwa 85 % (177 ha) auf dem Gebiet der Stadt Euskirchen und zu rund 15 % (28 ha) im Gemeindegebiet Weilerswist.
Die Kreissparkasse Euskirchen ist eine öffentlich-rechtliche Sparkasse mit Sitz in Euskirchen.
| Land- und Forstwirtschaft, Tierhaltung und Fischerei | 0,6 %  |
| Produzierendes Gewerbe                               | 26,4 % |
| Handel, Gastgewerbe und Verkehrswesen                | 21,9 % |
| Sonstige Dienstleistungen                            | 51,1 % |

### Breitbandausbau

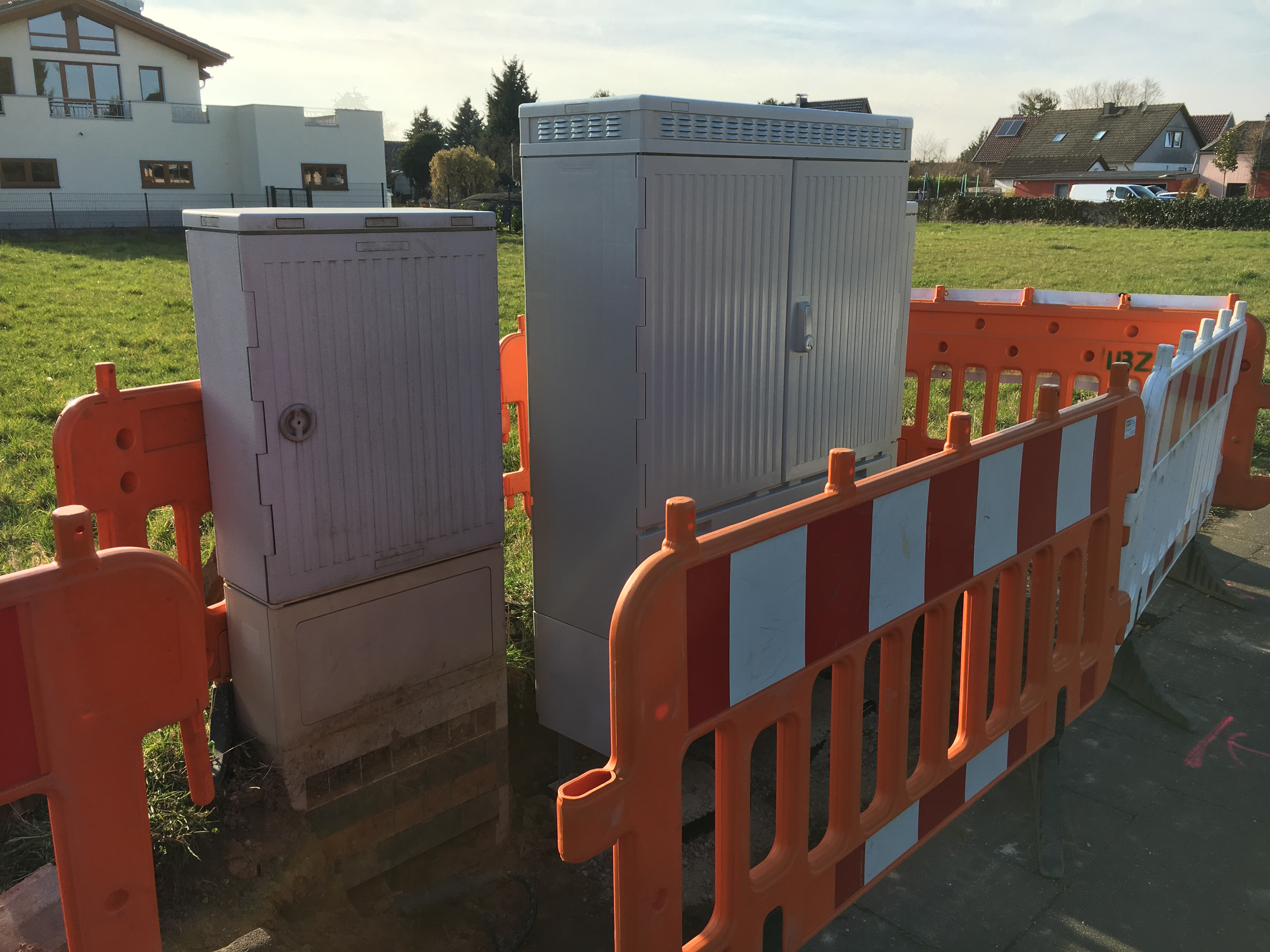
Neues Multifunktionsgehäuse neben altem Kabelverzweiger im Stadtteil Kleinbüllesheim

Ende 2015 stellte der Kreis Euskirchen einen Antrag für Mittel aus dem Bundesförderprogramm für den Breitbandausbau. Als einer der ersten 31 Antragsteller erhielt der Kreis im Dezember den Zuwendungsbescheid für eine Förderung von bis zu 50.000 Euro als Grundlage. Insgesamt sollen bis zu 14,9 Millionen Euro vom Bund an den Kreis Euskirchen übergeben werden, damit gehört Euskirchen mit Abstand zu einer der am stärksten geförderten Antragsteller in NRW. Weiterhin wurde im September 2016 ein Förderbescheid von über 150.000 Euro an den Landrat Günter Rosenke übergeben. Mit dem Geld soll ein Breitbandkoordinator für die Kreisverwaltung finanziert werden, der den anstehenden Ausbau unterstützen und weiter vorantreiben soll.
Im Sommer 2016 begann ein Großteil der Ausbauarbeiten für den VDSL-Ausbau. Den Ausbau teilten sich auf Euskirchener Stadt- bzw. Gemeindegebiet die beiden Bonner Telekommunikationsunternehmen Deutsche Telekom AG und bn:t Blatzheim Networks Telecom GmbH. Ein Großteil aller Kabelverzweiger wird dabei entweder um ein nebenstehendes Multifunktionsgehäuse ergänzt (typisches Vorgehen bei bn:t) oder überbaut (typisches Vorgehen der Telekom). Die neuen Technikgehäuse werden per Glasfaserkabel angeschlossen, wodurch die aktive Technik des so genannten DSLAMs näher an den Kunden rückt. Neben den drei Vermittlungsstellen im Kreis Euskirchen sind somit zahlreiche neue Technikstandorte entstanden, die für große Teile von Euskirchen durch die VDSL2-Vectoring-Technologie Internetbandbreiten mit bis zu 100 Mbit/s im Download ermöglicht. Alle 22 Stadtteile und Euskirchen selber wurden somit sukzessive ausgebaut.
Die Baumaßnahmen stießen jedoch vielerorts auf Beschwerden. So wurde unter anderem ein Multifunktionsgehäuse an einem denkmalgeschützten Gebäude errichtet oder Anwohner beschwerten sich über die Einschränkungen, die durch die zahlreichen Baustellen entstanden.
Nach Abschluss des VDSL-Ausbaus begann Ende 2018 dann ein weiterer Meilenstein des Breitbandausbaus im Kreis Euskirchen. Der Startschuss für den geförderten FTTH-Ausbau durch die Deutsche Telekom AG fiel im Dezember 2018. Dieses Programm wird im Gegensatz zu ersterem durch Fördermittel von Bund und Land sowie Eigenanteilen der Kommunen gefördert und hat eine Höhe von insgesamt ca. 30 Millionen Euro. Der Kreis Euskirchen wurde dabei analysiert und alle Haushalte, denen weniger als 30 Mbit/s Bandbreite zur Verfügung stand, in so genannte Ausbaucluster eingetragen. Die Telekom ist zurzeit dabei, diese Orte sukzessive auszubauen und peilt als Fertigstellung Ende 2020 an. Bei diesem Ausbau werden die Haushalte mit einem Glasfaseranschluss bis ins Haus (FTTH/FTTB) versorgt, der zurzeit Bandbreiten von bis zu 1 Gbit/s zur Verfügung stellen kann. Für die Hauseigentümer fallen keine Kosten an. Durch die Beschränkung auf unterversorgte Gebiete <30 Mbit/s profitieren bei diesem Ausbau hauptsächlich die nicht vom VDSL-Ausbau versorgbaren Gebiete mit großer Kabellänge wie weit abgelegene Siedlungen oder Höfe, aber auch öffentliche Einrichtung wie Schulen oder Kindergärten.

### Einzelhandel
Der Einzelhandel in Euskirchen konzentriert sich auf die Innenstadt mit der 1974 entstandenen Fußgängerzone und das Gewerbegebiet EURO-Park am Stadtrand. Es gibt eine große Auswahl an Waren- und Kaufhäusern sowie spezialisierten Einzelhandelsgeschäften. Die Hauptbereiche der Fußgängerzone erstrecken sich von der Veybachstraße über die Bahnhof- und Neustraße bis zum Alter Markt und auf der Berliner Straße. Vier Parkhäuser, zahlreiche Parkplätze, der nahe gelegene Bahnhof und eine gute Anbindung an den Öffentlichen Personennahverkehr bieten eine umfassende Infrastruktur. Die Kreisstadt Euskirchen ist ein Mittelzentrum mit überörtlicher Versorgungsfunktion und stellt einen zentralen Einkaufsort auch für das Umland dar.

### Verkehr

#### Schiene

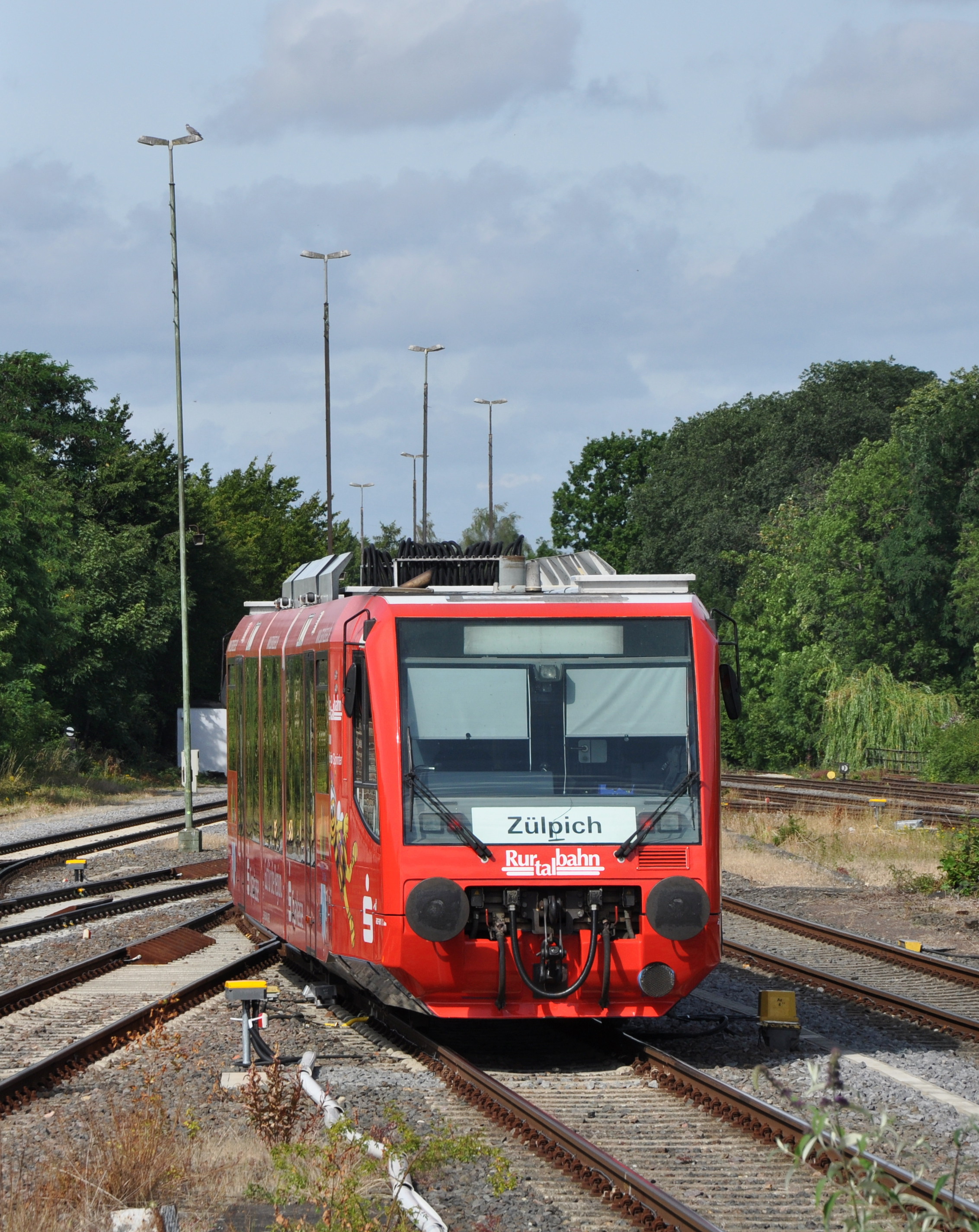
Bördebahn im Bahnhof Euskirchen

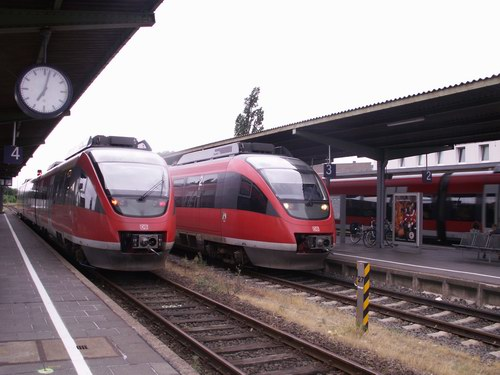
Bahnhof Euskirchen (vor dem Umbau)

Der Bahnhof Euskirchen ist ein Bahnknotenpunkt an der bis Gerolstein weitgehend zweigleisigen und im weiteren Verlauf bis Ehrang eingleisigen Eifelstrecke (Köln–Euskirchen–Gerolstein–Trier), von der in Euskirchen die Voreifelbahn nach Bonn, die Erfttalbahn nach Bad Münstereifel und die Bördebahn nach Düren abzweigen.
Vier weitere Bahnhöfe und Haltepunkte liegen im Stadtgebiet: Kuchenheim, Stotzheim, Kreuzweingarten und Großbüllesheim. Der Haltepunkt Zuckerfabrik wurde durch das Hochwasser im Juli 2021 zerstört und anschließend aufgegeben. Neue Haltepunkte sind in Elsig (Bördebahn), Roitzheim (Erfttalbahn) und an der Georgstraße (Eifelstrecke / Bördebahn) geplant.
Im Schienenpersonennahverkehr verkehren die Regional-Express-Linien RE 12 Köln–Euskirchen–Gerolstein–Trier (Eifel-Mosel-Express) werktags mit zwei Zugpaaren, sowie die Linie RE 22 Köln–Euskirchen–Gerolstein (Eifel-Express, mit Durchbindung nach Trier als RB 22) im täglichen Stundentakt mit Verdichtungen im Berufsverkehr.
Die Regionalbahn-Linie RB 24 (Eifel-Bahn) stellt zudem eine Verbindung auf der Relation Köln–Euskirchen–Kall/Gerolstein im täglichen Stundentakt zwischen Köln und Kall her.
Ferner besteht mit der S 23 (Voreifel-Bahn) eine Verbindung nach Bonn und ab Fahrplanwechsel 2023 auch wieder nach Bad Münstereifel (Erfttalbahn) im täglichen Stundentakt. Die Verbindung nach Bonn wird an Werktagen auf einen Halbstundentakt verdichtet, in Hauptverkehrszeiten auf 15 Minuten. Mit der Regionalbahn RB 28 (Bördebahn) besteht täglich im Stundentakt eine Verbindung nach Zülpich und Düren.

#### Bus
Das Netz der Stadtverkehr Euskirchen GmbH besteht aus 12 Linien: 860, 865, 866 und 870 – 878, auf denen 2006 über 4,8 Millionen Fahrgäste befördert wurden. Die Buslinien decken nahezu das gesamte Stadtgebiet ab und verkehren tagsüber alle 20 Minuten, abends stündlich. Auch samstags und sonntags besteht ein Stundentakt. Als Besonderheit fahren während der Sommerzeit die Linien 870/873 das Ausflugsgebiet Steinbachtalsperre an. In den Nächten von Freitag auf Samstag und von Samstag auf Sonntag sowie vor Wochenfeiertagen wird ein Nachtverkehr im Stundentakt angeboten. Ferner gibt es sieben innerstädtische Schulbuslinien. Zahlreiche Linien der Regionalverkehr Köln GmbH (RVK) ermöglichen die Verbindung zu außerstädtischen Zielen, eine Linie des Rurtalbus bietet eine Verbindung nach Zülpich und Düren.
| Linie | Betreiber | Verlauf |
| ----- | --------- | --- |
| 298   | Rurtalbus | Düren Bf/ZOB – StadtCenter – Gneisenaustraße – Binsfeld – Rommelsheim – Bubenheim – Jakobwüllesheim – Vettweiß – Froitzheim – (Ginnick ← Embken ← Juntersdorf ←) Füssenich – Geich – Zülpich Post – (Zülpich Bf –) Zülpich Frankengraben – (Adenauerpl./Schulzentr. –) (Nemmenich –) Ülpenich – (Enzen –) Dürscheven – Elsig – Euenheim – Euskirchen Berufskolleg – Euskirchen Bf |
| 731   | SVE       | Schülerverkehr Euskirchen: Dom-Esch – Kleinbüllesheim – Großbüllesheim – Wüschheim – Kessenich – Euskirchen |
| 732   | SVE       | Schülerverkehr Euskirchen: Stotzheim – Roitzheim – Euskirchen-Südstadt – Euskirchen |
| 733   | SVE       | Schülerverkehr Euskirchen: Wißkirchen – Euenheim / (Oberwichterich → Frauenberg →) Elsig (← Frauenberg ← Oberwichterich) – Euskirchen |
| 735   | SVE       | Schülerverkehr Euskirchen: Roitzheim – Weidesheim – Kuchenheim Bf – Kuchenheim |
| 736   | SVE       | Schülerverkehr Euskirchen: Rheder – Kreuzweingarten – Stotzheim – Kirchheim |
| 737   | SVE       | Schülerverkehr Euskirchen: Stotzheim – Niederkastenholz / (Schweinheim) – Flamersheim |
| 738   | SVE       | Schülerverkehr Euskirchen: Billig – Euenheim – Elsig – Wißkirchen |
| 801   | RVK       | Euskirchen Bf – Billig – Rheder – Kreuzweingarten – Kirspenich – Arloff Bf – Kalkar – Iversheim Bf – Bad Münstereifel Gewerbegeb./Ärzteh. – Bad Münstereifel Bf |
| 802   | RVK       | Euskirchen Bf – Kuchenheim – Palmersheim – Flamersheim – Schweinheim – Queckenberg – Rheinbach (/← Scheuren ← Maulbach ← Eichen ← Lanzerath ← Houverath ← Limbach ← Wald) |
| 806   | RVK       | Euskirchen Bf – Kleinbüllesheim – Dom-Esch – (Neukirchen – Müggenhausen – Metternich) / (Mömerzheim – Ollheim – Straßfeld – Heimerzheim) |
| 807   | RVK       | Euskirchen Bf – Frauenberg – Oberwichterich / (← Oberelvenich ← Rövenich ← Niederelvenich) – Wichterich – Mülheim – Niederberg – Borr – (Scheuren ← Weiler in der Ebene ← Erp ←) Friesheim – Ahrem – Lechenich – Frauenthal – Liblar – Erftstadt Bf |
| 808   | RVK       | Euskirchen Bf – Euenheim – Wißkirchen – Obergartzem – Firmenich – Schaven – Kommern – (Kommern-Süd –) Mechernich Stiftsweg – Mechernich Bf (– Roggendorf – Denrath – Kalenberg – Wallenthal – Wallenthalerhöhe – Kall Bf) |
| 809   | RVK       | MiKE (außer im Schülerverkehr): (Euskirchen – Billig – Kreuzweingarten) Antweiler – Wachendorf – Lessenich – Rißdorf – Lessenich – Satzvey Bf – Katzvey – (Kommern-Süd – Kommern –) Mechernich Stiftsweg – Mechernich Bf |
| 810   | RVK       | Euskirchen Bf – Euenheim – Wißkirchen – Enzen – (Linzenich – Lövenich – Sinzenich –) Schwerfen |
| 860   | SVE       | Euskirchen Bf – Lindenweg – Marienhospital – Euskirchen Bf (Ringverkehr) |
| 865   | SVE       | Euskirchen Bf – Frauenberg – Oberwichterich |
| 866   | SVE       | Euskirchen Bf – IPAS |
| 869   | RVK       | Euskirchen Bf – Kessenich – Bodenheim – Lommersum – Derkum Bf |
| 870   | SVE       | Euskirchen Bf – Wüschheim – Großbüllesheim – Kleinbüllesheim – Weidesheim – Kuchenheim Bf – Kuchenheim Markt – Palmersheim – Flamersheim – Kirchheim – (Steinbachtalsperre –) Niederkastenholz – Stotzheim – Roitzheim – Euskirchen Bf (Ringverkehr) |
| 871   | SVE       | Rudolf-Diesel-Straße – Euskirchen Bf – Euskirchen, Memelstr. |
| 872   | SVE       | Kessenich – Euskirchen Bf – (Euskirchener Heide –) Euskirchen, Theodor-Körner-Str. |
| 873   | SVE       | Euskirchen Bf – Roitzheim – Stotzheim – Niederkastenholz – (Flamersheim – Schweinheim) / (Kirchheim – Steinbachtalsperre) |
| 874   | SVE       | Euskirchen Bf – Kuchenheim – Palmersheim – Flamersheim – Kirchheim |
| 875   | SVE       | Euskirchen Bf – Kleinbüllesheim – Großbüllesheim – Wüschheim |
| 876   | SVE       | Euskirchen Bf – Kuchenheim – Weidesheim – Dom-Esch |
| 877   | SVE       | Euskirchen Bf – Billig – Rheder – Kreuzweingarten (– Bad Münstereifel Bf) |
| 878   | SVE       | Euskirchen Bf – Euenheim – Wißkirchen (– Mechernich Stiftsweg – Mechernich Bf – Kall Bf) |
| 985   | RVK       | Euskirchen Bf – Wüschheim – Ottenheim – Derkum – Hausweiler – Großvernich – Weilerswist Bf – Brühl Mitte (Stadtbahn) |

Für den gesamten öffentlichen Personennahverkehr (ÖPNV) gilt der Tarif des Verkehrsverbundes Rhein-Sieg (VRS) und tarifraumüberschreitend der NRW-Tarif.

#### Straße

Fernstraßen und Bahnlinien in Euskirchen

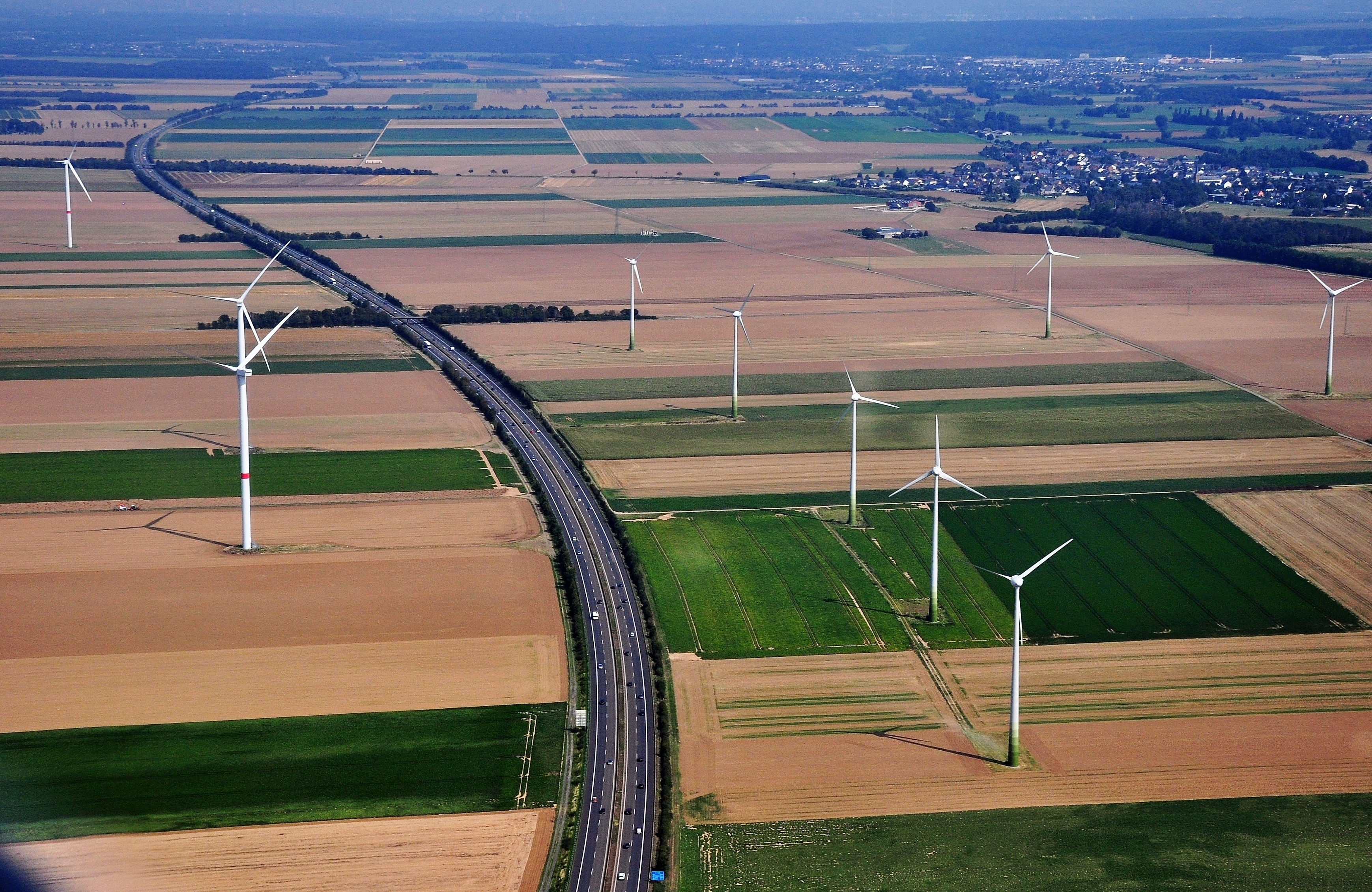
A 1 bei Euskirchen

Durch den Kreis Euskirchen verläuft die A 1 (Heiligenhafen-Saarbrücken), die nördlich über das Kreuz Bliesheim zur A 61 (Kaldenkirchen-Hockenheim) führt. Über die B 56 ist die Kreisstadt Euskirchen mit der Bundesstadt Bonn verbunden. In westlicher Richtung führt die B 56 nach Zülpich und Düren. Die B 51, die heute teilweise auf der A 1 verläuft, verbindet Euskirchen mit Köln und mit der Eifel. Die B 266 von Simmerath in der Eifel nach Linz am Rhein führt ebenfalls durch Euskirchen.
Den Stadtkern Euskirchen umschließt eine Ringstraße, die bereits 1904 geplant und erst 2003 vollständig geschlossen wurde und einen erheblichen Teil des Stadtverkehrs aufnimmt. Vierspurige Straßen führen zur B 56 nach Bonn, zur B 51 nach Köln und Bad Münstereifel und zur A 1. In Planung bzw. Bau befinden sich nördliche und südliche Umgehungsstraßen von der B 56/B 266 westlich von Kuchenheim zur B 56n/A 1 und zur B 266 in Euenheim.

#### Anbindung an Flughäfen
Die nächstgelegenen Flugplätze sind die Verkehrsflughäfen Köln/Bonn (50 km) und Düsseldorf (97 km) sowie die Verkehrslandeplätze Bonn/Hangelar (34 km) und Dahlemer Binz (42 km). In einem Radius von drei Stunden Fahrzeit sind insgesamt acht nationale und internationale Flughäfen erreichbar.

### Forschung
Euskirchen ist Sitz des Fraunhofer-Instituts für Naturwissenschaftlich-Technische Trendanalysen (INT).

### Medien
In Euskirchen sendet seit August 1997 der Sender Radio Euskirchen unter anderem auf der Frequenz 99,7 MHz im Ultrakurzwellen-Bereich. Der Sender gehört zum Netzwerk der NRW-Lokalradios. Das Lokalprogramm wird in den Studios im Ortsteil Euenheim produziert. Die überregionalen Anteile des Programms übernimmt Radio Euskirchen vom Mantelprogrammanbieter Radio NRW aus Oberhausen.
Im Juli 2002, anlässlich der 700-Jahr-Feier der Stadt Euskirchen, wurde Radio 700 – Das Europaradio „die wahren Schlager und Oldies der 60er bis 80er Jahre“ gegründet, welches aus einem Einfamilienhaus im Ortsteil Kuchenheim sendete. Der Sender ist 2009 nach Ostbelgien verzogen.
Auch Zeitungsredaktionen sind vor Ort ansässig. Die Kölnische Rundschau und der Kölner Stadt-Anzeiger haben eine gemeinschaftliche Lokalredaktion, die Rheinische Redaktionsgemeinschaft. Einmal wöchentlich werden die Anzeigenblätter Blickpunkt am Sonntag (sonntags) und Wochenspiegel (mittwochs), mit jeweils eigener Redaktionen in Euskirchen, kostenlos an alle Haushalte verteilt. Als Amtsblatt, in dem alle amtlichen Bekanntmachungen der Kreisstadt veröffentlicht werden, fungiert seit Januar 2016 der Rundblick Euskirchen & Zülpich, welcher zweiwöchentlich erscheint und kostenlos an alle Haushalte verteilt wird.

## Klima
|                       | Jan  | Feb  | Mär  | Apr  | Mai  | Jun  | Jul  | Aug  | Sep  | Okt  | Nov  | Dez  |   |       |
| Mittl. Tagesmax. (°C) | 2    | 4    | 8    | 12   | 16   | 20   | 20   | 22   | 17   | 12   | 6    | 2    | ⌀ | 11,8  |
| Mittl. Tagesmin. (°C) | −2   | −1   | 2    | 4    | 8    | 10   | 12   | 12   | 9    | 7    | 2    | −1   | ⌀ | 5,2   |
|                       |      |      |      |      |      |      |      |      |      |      |      |      |   |       |
| Niederschlag (mm)     | 48,2 | 49,7 | 44,2 | 54,6 | 53,9 | 54,8 | 69,6 | 75,4 | 55,0 | 62,7 | 60,4 | 52,3 | Σ | 680,8 |

| −2 |

| −1 |

| 2 |

| 4 |

| 8 |

| 10 |

| 12 |

| 12 |

| 9 |

| 7 |

| 2 |

| −1 |

| −2 |

| −1 |

| 2 |

| 4 |

| 8 |

| 10 |

| 12 |

| 12 |

| 9 |

| 7 |

| 2 |

| −1 |

| N i e d e r s c h l a g | 48,2 | 49,7 | 44,2 | 54,6 | 53,9 | 54,8 | 69,6 | 75,4 | 55,0 | 62,7 | 60,4 | 52,3 |
|                         | Jan  | Feb  | Mär  | Apr  | Mai  | Jun  | Jul  | Aug  | Sep  | Okt  | Nov  | Dez  |

## Öffentliche Einrichtungen

### Bildung und Forschung
Als Stadt der Schulen verfügt Euskirchen über eine umfangreiche Bildungsinfrastruktur.
Grundschulen
- Katholische Grundschule Franziskusschule
- Katholische Grundschule Gertrudisschule
 (geschlossen seit 31. Juli 2014)
- Gemeinschaftsgrundschule Hermann-Josef-Schule
- Gemeinschaftsgrundschule Martinschule
 (geschlossen seit 31. Juli 2014)
- Gemeinschaftsgrundschule Nordstadt (seit 1. August 2014)
- Evangelische Grundschule Paul-Gerhardt-Schule
- Gemeinschaftsgrundschule Flamersheim
- Gemeinschaftsgrundschule Großbüllesheim
- Katholische Grundschule Kirchheim – Teilstandort im Grundschulverbund Schule an der Hartburg
- Gemeinschaftsgrundschule Kuchenheim
- Grundschulverbund Schule an der Hardtburg – Katholische Grundschule Stotzheim
- Veybachschule Wißkirchen
- Gemeinschaftsgrundschule Weststadt
- Menno-Simons-Grundschule (private Bekenntnisschule)

Hauptschulen
- Georgschule (geschlossen seit 31. Juli 2019)
- Joseph-Emonds-Schule (geschlossen seit 31. Juli 2014)

Gesamtschule
- Gesamtschule Euskirchen

Realschulen
- Kaplan-Kellermann-Realschule
- Willi-Graf-Realschule – Europaschule (geschlossen seit 2015/2016)
- Abendrealschule[60][61]
- Menno-Simons-Realschule (private Bekenntnisschule)

Gymnasien
- Emil-Fischer-Gymnasium
- Gymnasium Marienschule
- Abendgymnasium[62]

Förderschulen
- Matthias-Hagen-Schule (Primar und Sekundarstufe I) (seit 1. Aug. 2015 Kreis)
- Rheinische Schule für Hörgeschädigte (LVR) Max-Ernst-Schule
- Rheinische Förderschule KME Euskirchen-Euenheim (LVR) Irena-Sendler-Schule
- Hans-Verbeek-Schule, Schule für Geistigbehinderte (Kreis)

Berufsschulen
- Thomas-Eßer-Berufskolleg  (Kreis)
- Berufsbildungszentrum Euskirchen
- Fachseminar für Altenpflege, Altenpflegeschule des Deutschen Roten Kreuzes
- Rettungsdienstschule Euskirchen, Schule für Berufe im Rettungswesen im Rotkreuz-Zentrum Euskirchen

Sonstige Einrichtungen
- Studienzentrum Euskirchen der Fernuniversität Hagen
- Volkshochschule Euskirchen (Kreis)
- Haus der Familie – Katholische Familienbildungsstätte
- Musikschule Euskirchen (Kreis)
- Lehrinstitut für Orthographie und Schreibtechnik
- Don-Bosco-Schule für Erziehungshilfe (Kreis) (geschlossen seit 2016)
- FrescoMaster-Akademie für Künstlerische Techniken (F.A.K.T.)
- Fraunhofer-Institut für Naturwissenschaftlich-Technische Trendanalysen INT

### Sportstätten

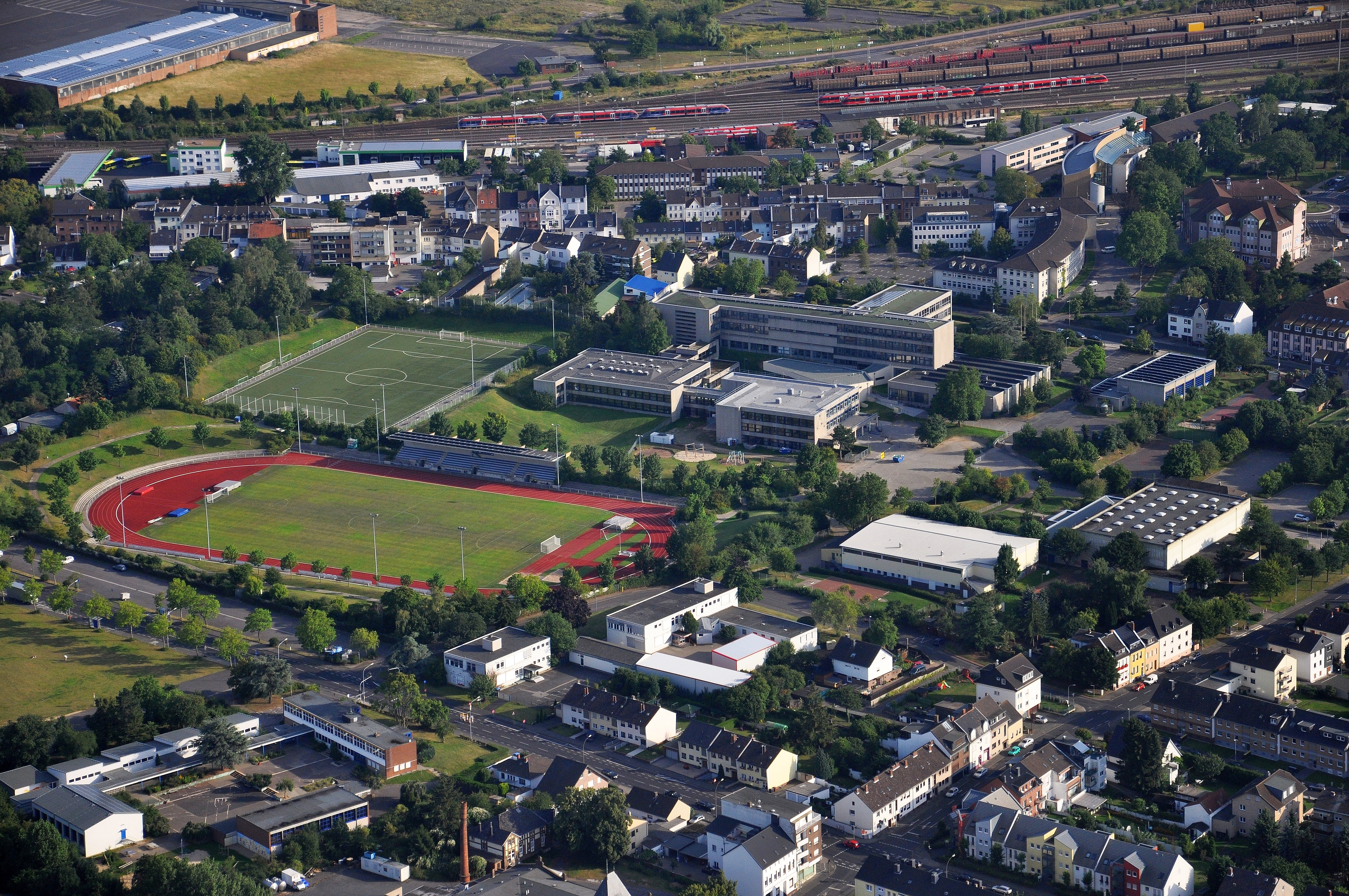
Euskirchen – Sportstätten, Schulen, Stadtverwaltung, Amtsgericht

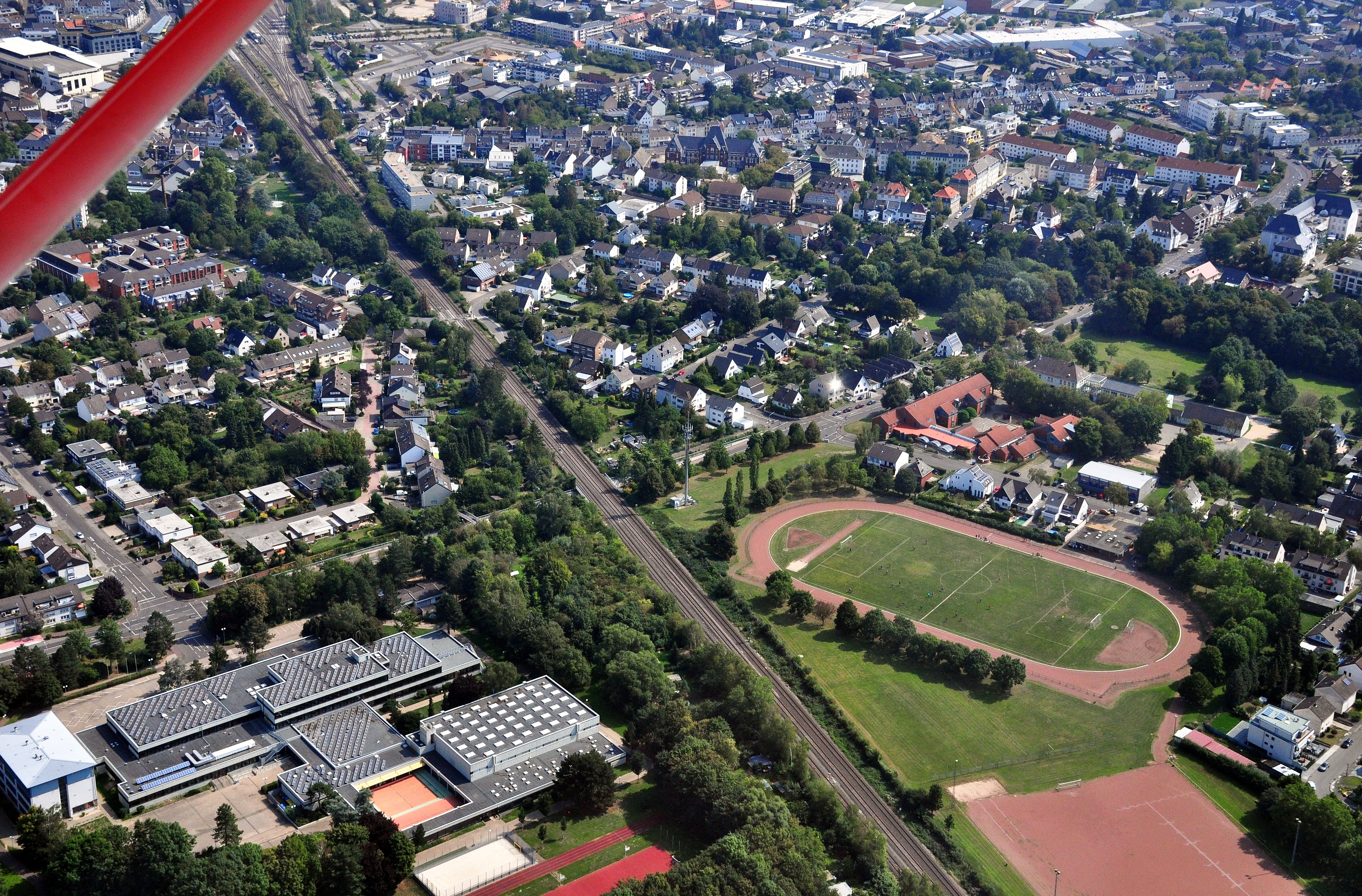
Euskirchen – Sportanlage „Im Auel“, Schulen

- Sportanlagen Heinz-Flohe-Stadion (Leichtathletikanlage, Naturrasenplatz, Kunstrasenplatz)
  - Ohm-Mirgel-Halle
  - Jahnhalle
  - Turnhalle Emil-Fischer-Gymnasium
  - Willi-Maurer-Halle[63]
- Sportanlage Im Auel (Naturrasenplatz, Leichtathletikaschenbahn, Aschenplatz)
- Sporthalle Marienschule

### Justizbehörden
- Justizvollzugsanstalt Euskirchen (Erlenhof)
- Amtsgericht Euskirchen Neben dem Amtsgericht Hagen fungiert das Amtsgericht Euskirchen als eines der zwei Zentralen Mahngerichte der Justiz NRW, seine Zuständigkeit erstreckt sich auf den Oberlandesgerichtsbezirk Köln.

### Bundeswehr
Euskirchen ist mit 1800 Dienstposten der viertgrößte Standort der Bundeswehr in Nordrhein-Westfalen. In der Generalmajor-Freiherr-von-Gersdorff-Kaserne sitzt das Zentrum für Cyber-Sicherheit der Bundeswehr (ZCSBw), in der Mercator-Kaserne das Zentrum für Geoinformationswesen der Bundeswehr (ZGeoBw) und die Big Band der Bundeswehr. Das Zentrum für Digitalisierung der Bundeswehr (ZDigBw) ist am Campus Flamersheim vertreten.

## Persönlichkeiten

### Ehrenbürger
- Johann Peter Schroeder (1794–1876), Landrat des Kreises Euskirchen und Gründer der Kreiskasse Euskirchen (27. Mai 1858)
- Johann Hubert Joseph Freiherr von Ayx (1838–1909), Landrat des Kreises Euskirchen (7. Januar 1897)
- Wilhelm Landsberg, Hauptlehrer in Flamersheim (16. Juni 1967)
- Carl Otto Selbach (1843–1915), Bürgermeister (7. September 1905)
- Paul von Hindenburg (1847–1934), Generalfeldmarschall (1. Oktober 1917)
- Thomas Eßer (1870–1948), Vereinsgründer, Genossenschaftsgründer, Herausgeber der Euskirchener Volkszeitung, div. politische Ämter (Zentrumspartei) (2. November 1925), erster Vizepräsident des Reichstags 1928–1933
- Johann Schaefer, Fabrikant (18. Dezember 1953)
- Carl Koenen (1872–1959), Fabrikant (20. Dezember 1935)
- Walter Anton Viktor Halstrick (1901–1991), Fabrikant (16. Dezember 1968)
- Josef Blaß, Bürgermeister (1956–1969)
- Eduard Göring, stellvertretender Bürgermeister (29. Juni 1969)
- André Lebon, Mitbegründer der Städtepartnerschaft mit Charleville (1981)
- Willi Maurer (1929–2017), 1. stellvertretender Bürgermeister (17. November 1999)
- Theo Wattler, Lehrer und Stadtverordneter (17. November 1999)
- Betty Holmes, Mitbegründerin der Städtepartnerschaft mit Basingstoke and Deane (26. November 2004)

### Söhne und Töchter der Stadt
- Daniel von Wichtrich (um 1290–1364), katholischer Geistlicher, Bischof von Verden
- Andreas Schweigel (1566–1636), Jurist, kurfürstlicher Vogt und Hexenprozessgegner
- Franz Buirmann (1590–1638), berüchtigter kurkölnischer Hexenkommissar, verantwortlich für viele Opfer in Hexenprozessen
- Emil Fischer (1852–1919), 1902 Nobelpreisträger für Chemie
- Wilhelm Eschweiler (1860–1936), Chemiker und Hochschullehrer
- Alfred Baumgarten (1875–1951), Bauingenieur, Reichsbahndirektor, richtungsweisende internationale Entwicklung von Fahrplänen als Kursbuch
- Alexander de Laforgue (1878 – nach 1915), Landschaftsmaler
- Aloys Müller (1879–1952), katholischer Theologe im Spannungsfeld zwischen Philosophie, Psychologie sowie Mathematik und Physik
- Heinrich Ruster (1884–1942), Schriftsteller und Widerstandskämpfer gegen den Nationalsozialismus
- Josef Steinhausen (1885–1959), Archäologe
- Heinz Henseler (1885–1968), Agrarwissenschaftler und Tierzüchter
- Karl Eschweiler (1886–1936), katholischer Theologe und Religionsphilosoph
- Jean Spessart (1886–1961), Maler
- Christine Demmer (1893–1969), Friseurmeisterin und Widerständlerin gegen den Nationalsozialismus
- Josef Weiß (1893–1976), Zeitzeuge des Holocaust
- Jakob Hubert Eschweiler (1894–1965), Priester und Kunsthistoriker, Direktor des Kölner Diözesanmuseums
- Otto Krüger (1895–1973), Wissenschaftler
- Adolf Frisé (1910–2003), Journalist und Schriftsteller
- Herbert Hermesdorf (1914–1999), Politiker
- Konrad Schaefer (1915–1991), Maler und Grafiker
- Willi Graf (1918–1943), Mitglied der Widerstandsgruppe Weiße Rose
- Anneliese Knoop-Graf (1921–2009), Pädagogin, Schwester von Willi Graf
- Heinz Petry (1928–1945), deutscher Hitlerjunge und Spion
- Adalbert Podlech (1929–2017), Jurist
- Heinz Küpper (1930–2005), Schriftsteller
- Joseph Keul (1932–2000), Sportmediziner
- Marlene Schmitz-Portz (* 1938), Leichtathletin
- Urban-Josef Jülich (* 1940), Landwirt und Politiker, Mitglied des Landtags von Nordrhein-Westfalen
- Marlene Fuchs (* 1942), Leichtathletin
- Helmut Moll (* 1944), römisch-katholischer Priester und Historiker
- Heinz Flohe (1948–2013), Fußballnationalspieler
- Franz-Josef Heuser (* 1951), Offizier, Direktor des Leitmuseums der Bundeswehr
- Edith Jeske (* 1957), Textdichterin, Librettistin und Dozentin
- Marianne Riethmüller (* 1961), Historikerin und Bibliothekarin
- Peter Kahlenborn (* 1963), Jazz- und Improvisationsmusiker
- Ralf Kramp (* 1963), Kriminalromanautor und Verleger
- Karsten Lehmkühler (* 1963), evangelischer Theologe
- Andreas Izquierdo (* 1968), Kriminal- und Drehbuchautor
- Andreas Thiel, (* 1968), Rollhockeynationalspieler und -trainer
- Bettina Wiegmann (* 1971), ehemalige Fußballnationalspielerin
- Silke Rottenberg (* 1972), Fußballnationalspielerin
- Michaela Mahlberg (* 1974), Linguistin und Hochschullehrerin
- Burkhard Backes (* 1975), Ägyptologe
- Eva Eiselt (* 1975), Schauspielerin und Kabarettistin
- Verena Klein (* 1976), Schauspielerin
- Sebastian Till Braun (* 1978), Ökonom und Hochschullehrer
- Sonja Fuss (* 1978), Fußballnationalspielerin
- Sebastian Schlemmer (* 1978), Schauspieler
- Claus Thull-Emden (* 1979), Schauspieler und Sprecher
- Fabian Ewertz (* 1981), Fußballtrainer und ehemaliger -spieler
- Rafael Kramann (* 1981), Mediziner
- Andreas Wolff (* 1991), Handballtorwart
- Erdoğan Yeşilyurt (* 1993), Fußballspieler
- Lukas Klünter (* 1996), Fußballspieler
- Jonas Urbig (* 2003), Fußballtorhüter

### Sonstige mit der Stadt verbundene Personen
- Hans-Dieter Arntz (* 1941), Oberstudienrat und Regionalhistoriker
- Heinz-Bernd Bürger (* 1966), Leichtathlet
- Mark Charig (* 1944), Jazzmusiker
- Kurt Schumacher (* 1963), Komponist, Musikwissenschaftler und Publizist
- Joseph Emonds (1898–1975), Widerstandskämpfer gegen den Nationalsozialismus
- Walter Eschweiler (* 1935), FIFA- und WM-Schiedsrichter
- Christel Frese (* 1944), Sportlerin
- Margarethe Goussanthier (1899–1986), Buchela, Wahrsagerin
- Georg Heike (1933–2023), Phonetiker, Sprachwissenschaftler, Musiker und Komponist
- Theodor Kellermann (1911–1945), katholischer Geistlicher
- Peter Kohlgraf (* 1967), Bischof von Mainz, war von 1993 bis 1996 als Kaplan in Euskirchen tätig
- Manfred Lütz (* 1954), war Leitender Arzt an der Klinik St. Martin
- Maximilian Carl von Martial (1665–1743), Generalfeldmarschall und Generaladjutant des Pfalzgrafen Johann Wilhelm
- Ernst Neumann-Neander (1871–1954), Kunstmaler, Erfinder und Motorradhersteller
- Pedro Olympio (1898–1969), Arzt und togoischer Diplomat, 1920 Abiturient in Euskirchen
- Willi Pauli (1936–2003), „Kaare Willi“, Stadtoriginal
- Joseph Roth (1896–1945), Schulzeit und Lehrerausbildung an der Präparandie und Referendar an der Martinschule
- Dieter Wellershoff (1933–2005), Generalinspekteur der Bundeswehr, wohnte auf Burg Flamersheim.
- Ingo Wolf (* 1955), Oberkreisdirektor (1993–1999), NRW-Innenminister (2005–2010)